# Oleg Homola (1948)
Oleg Homola (* 22. srpna 1948 Praha) je český fotograf, hudebník, publicista, vysokoškolský pedagog a multimediální tvůrce.

## Život

### Rodina
Narodil se 22. srpna 1948 v Praze jako prvorozený, jeho otcem byl Oleg Homola (1921–2001), syn generála Bedřicha Homoly, matkou Květuše Homolová, rozená Hejrová (1927–2006), redaktorka a literární historička. Jeho bratrem je lékař (psychiatr), publicista a nakladatel MUDr. Zdeněk Homola (* 1956). Oba Olegovi synové Jan Homola (* 1976) i Matěj Homola (* 1973) jsou muzikanti (oba kytara a zpěv), zakladatelé a frontmani hudební skupiny Wohnout, výtvarníci a cestovatelé.
Oleg Homola složil maturitu na SVVŠ Velvarská v Praze v roce 1966. Po skončení studia (1967–1972) oboru sociologie umění na Fakultě sociálních věd a publicistiky Univerzity Karlovy v roce 1972 pracoval krátce jako kulturní referent v Praze 6, poté jako fotoreportér a redaktor v agentuře Orbis a následně (v letech 1985 až 1991) jako šéf obrazového oddělení v týdeníku Svět v obrazech. Po roce 1991 pracoval v oboru na volné noze.

Rodina
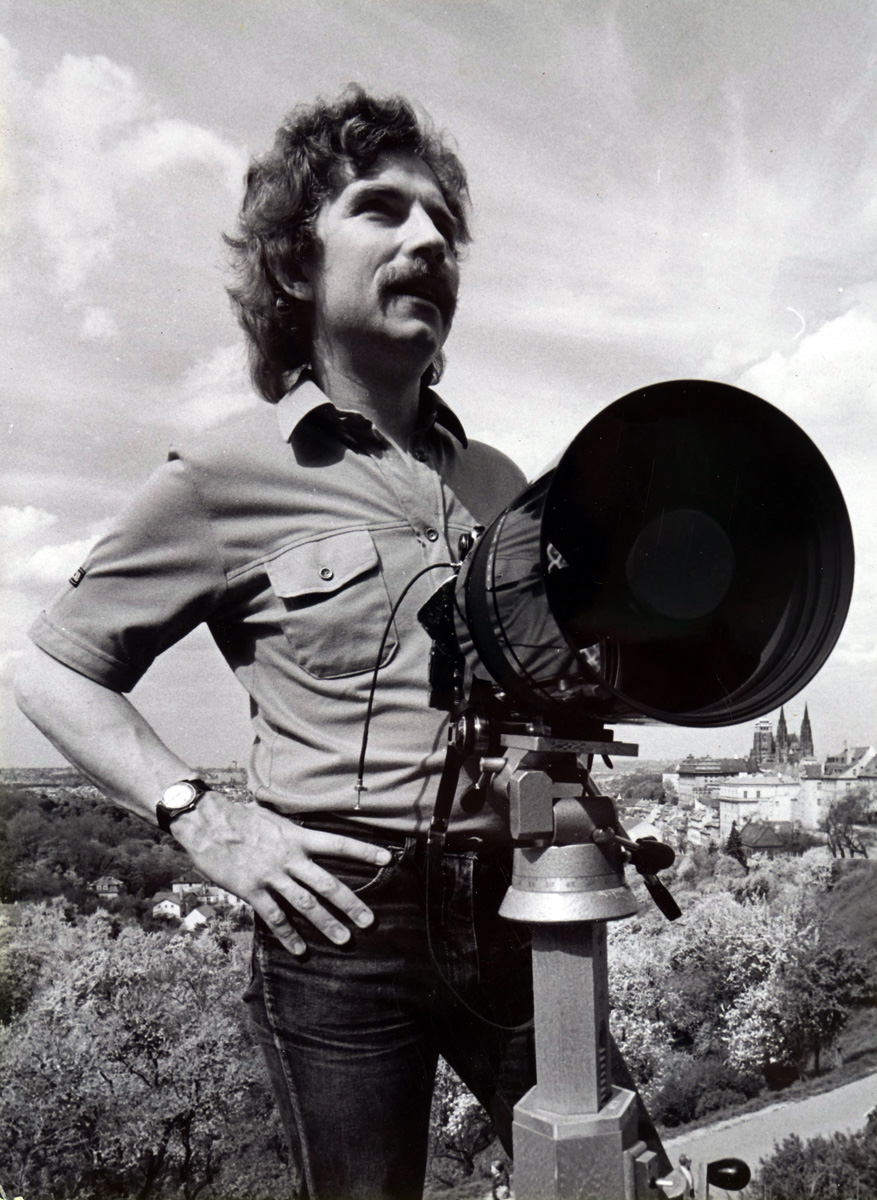
Autoportrét (1984)
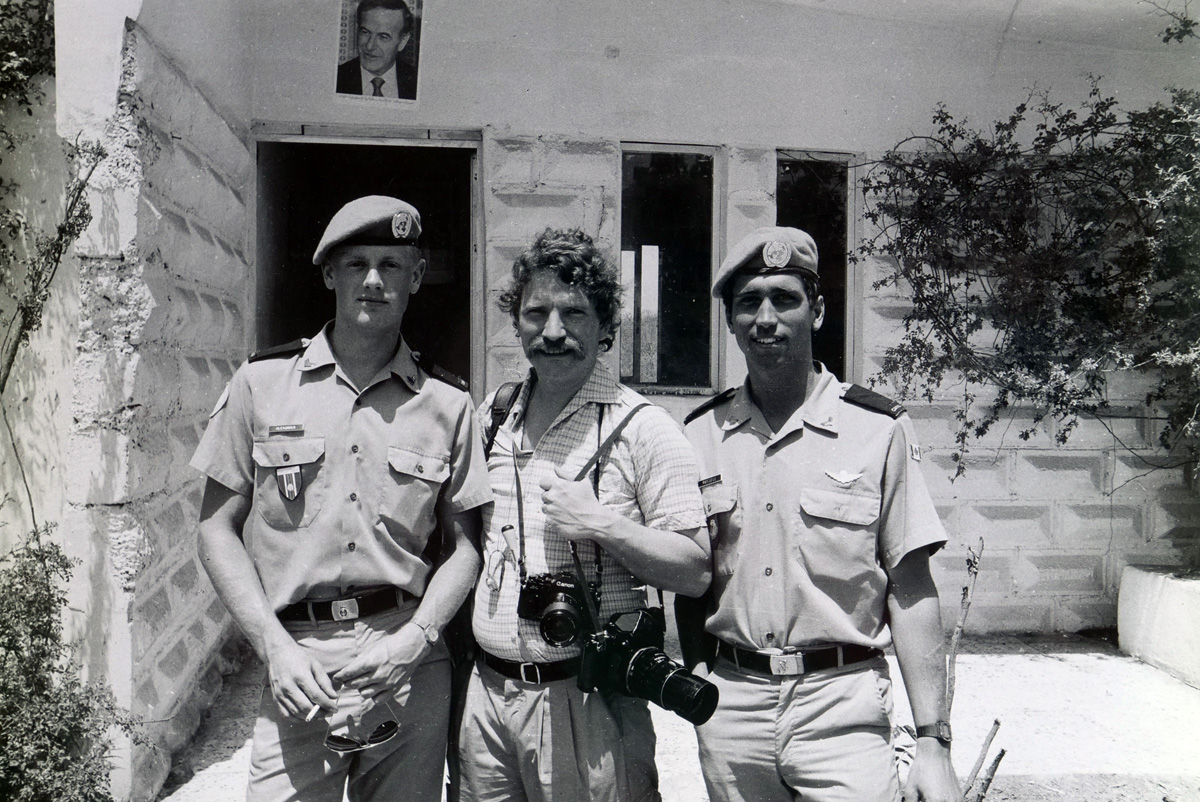
Golanské výšiny (1985)
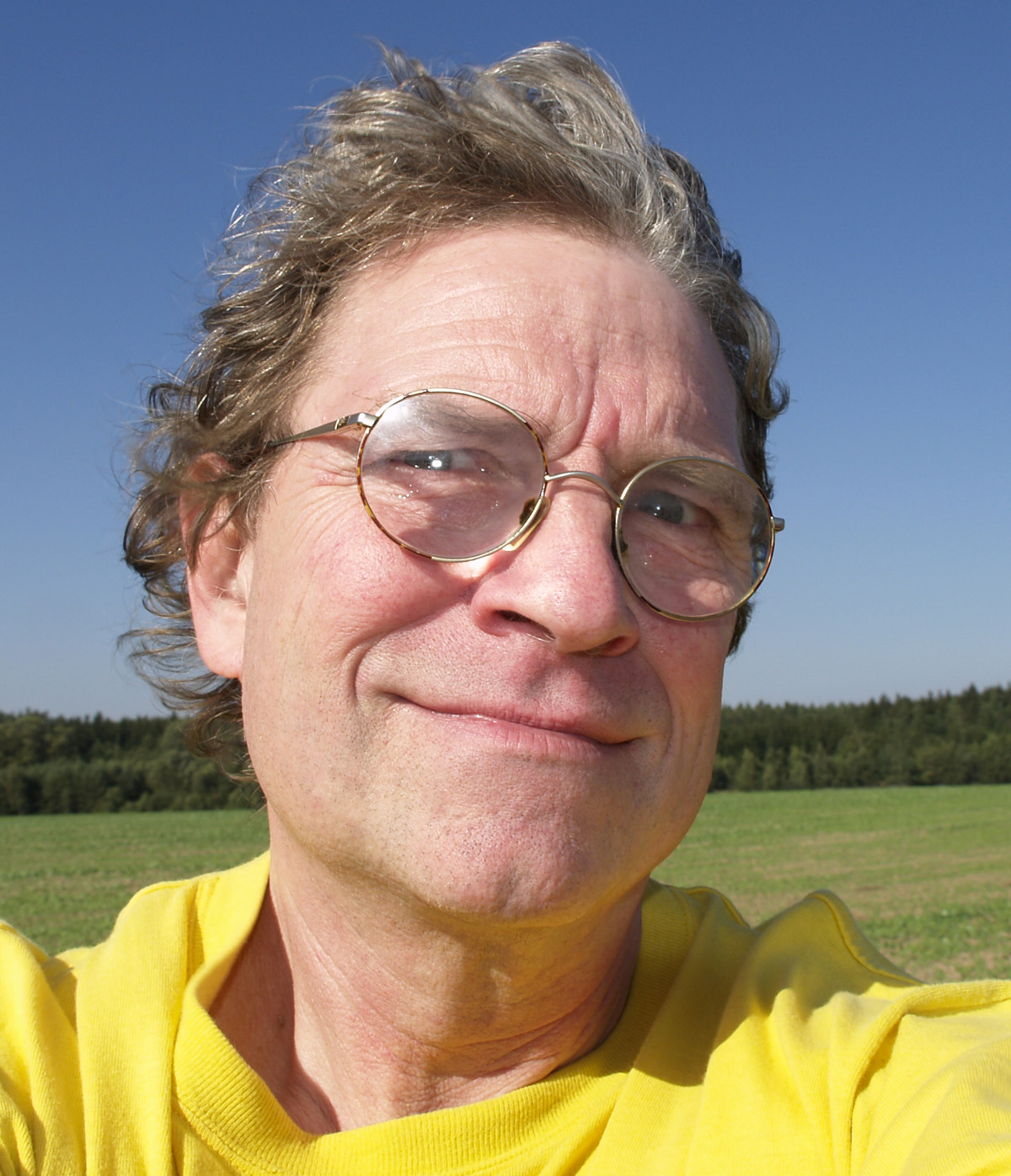
Autoportrét (2006)
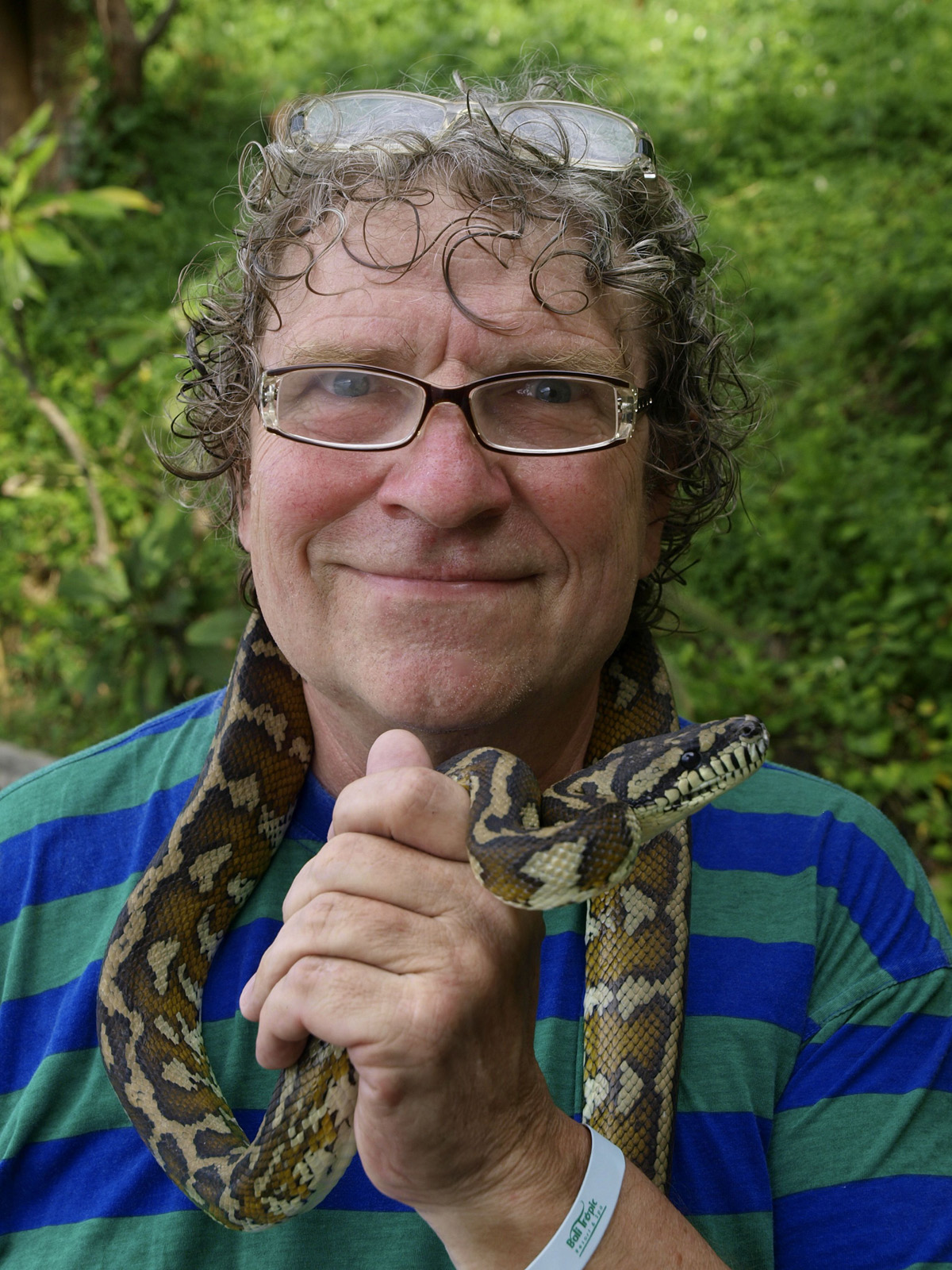
V Indonésii (2010)
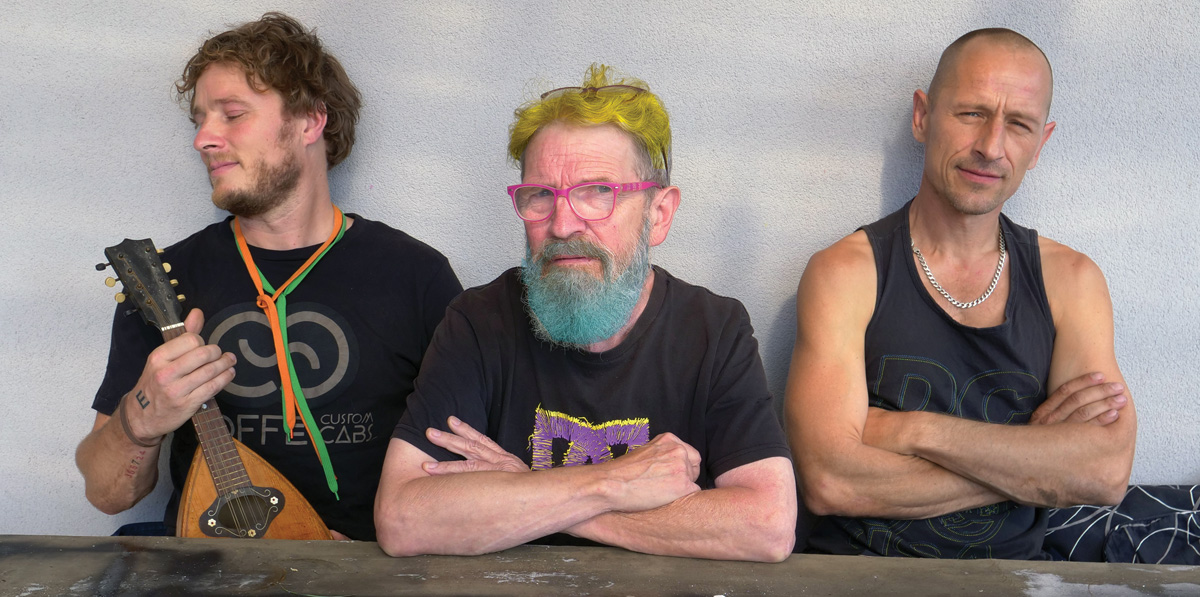
S Honzou a Matějem (2018)

### Hudba
Na klavír se Oleg učil hrát v šesti letech pod vedením domácí učitelky, v klavírní hře se později zdokonalil svépomocí, dokázal přehrát i Měsíční sonátu. Ale začínala 60. léta 20. století a přišel nový druh hudby – rock – označovaný československým termínem Big beat. Oleg založil s kamarády big beatovou skupinu The Skaters (Bruslaři), v které hrál na klavír a zpíval. Později prošel jako zpěvák několika dalšími skupinami (například The Tigers). Oleg se naučil hrát na kytaru a s folkovým duem Řešeto vystupoval v roce 1972 na Portě a v Malostranské besedě. Partnerkou mu byla talentovaná zpěvačka Jitka Joachymstálová (přezdívaná Jochacha), která však záhy na to ve svých 24 letech zemřela.
Po smrti zpěvačky Jitky Joachymstálové dál skládal písně, ale tzv. „do šuplíku“. Psal povídky, maloval, a byla to také doba, kdy se narodili synové Matěj a Jan a Oleg začal pořizovat fotografie do rodinného alba. Shodou okolností se o Olegově foto–koníčku dozvěděl novinář Čestmír Klos z redakce hudebního měsíčníku Melodie, který znal Olega coby muzikanta, a nabídl mu zakázku – nafotografovat koncert skupiny Olympic. Příležitostí a zakázek na fotografování pak postupně přibývalo a z Olega Homoly se poznenáhlu stával profesionální fotograf.
Zkoušky z hudební teorie a praxe, které Oleg složil v roce 1988 v Pražském kulturním středisku, mu umožňovaly koncertovat za honorář. V roce 1988 založil folkovou skupinu OPO (Olegovo Pozdní Odpoledne), se zpěvačkou Marií Brůnovou, od roku 1990 pak s Dagmar Součkovou, která v roce 2003 přešla do kapely Lili Marlen. Sólovým kytaristou OPO byl Pepa Cepák, na nahrávce písně Havrani mokrý spolupracoval flétnista Jiří Stivín. Po odchodu Dáši Součkové OPO postupně utlumovalo svoje aktivity až v roce 2007 nakonec zastavilo definitivně svoji činnost. Pro OPO skládal Oleg hudbu a některé texty (textaři byli Dušan M. Spáčil, Marek Douša a Yfča Pelcmanojc).
V roce 1988 si Oleg Homola začal budovat malé hudební studio, kde vznikaly písničky pro autorskou folkrockovou kapelu i divadelní hudba. Oleg Homola pracoval na dvou projektech scénické hudby, jedním z nich byla Modrá tvář (autor hry: Arnošt Goldflam, premiéra v divadle Na zábradlí v roce 2001). V jeho hudební tvorbě se mísí prvky moderní vážné hudby s big beatem, cool jazzem a akustickou hudbou (unplugged).
Po roce 2003 Oleg Homola pokračuje v sólové dráze (od roku 2020 jako Modrovous), též jako zpěvák a kytarista benešovské rockové skupiny Recept, posléze Try duby, O.R.Orchestra, Los Homolos (spolu se svým synem Matějem) i jako host skupiny Wohnout, a též jako host skupiny Emma. Se svým synem Janem vystupuje v duu Spratek & Fotr a spolu též natáčejí i hudební klipy.

Hudba
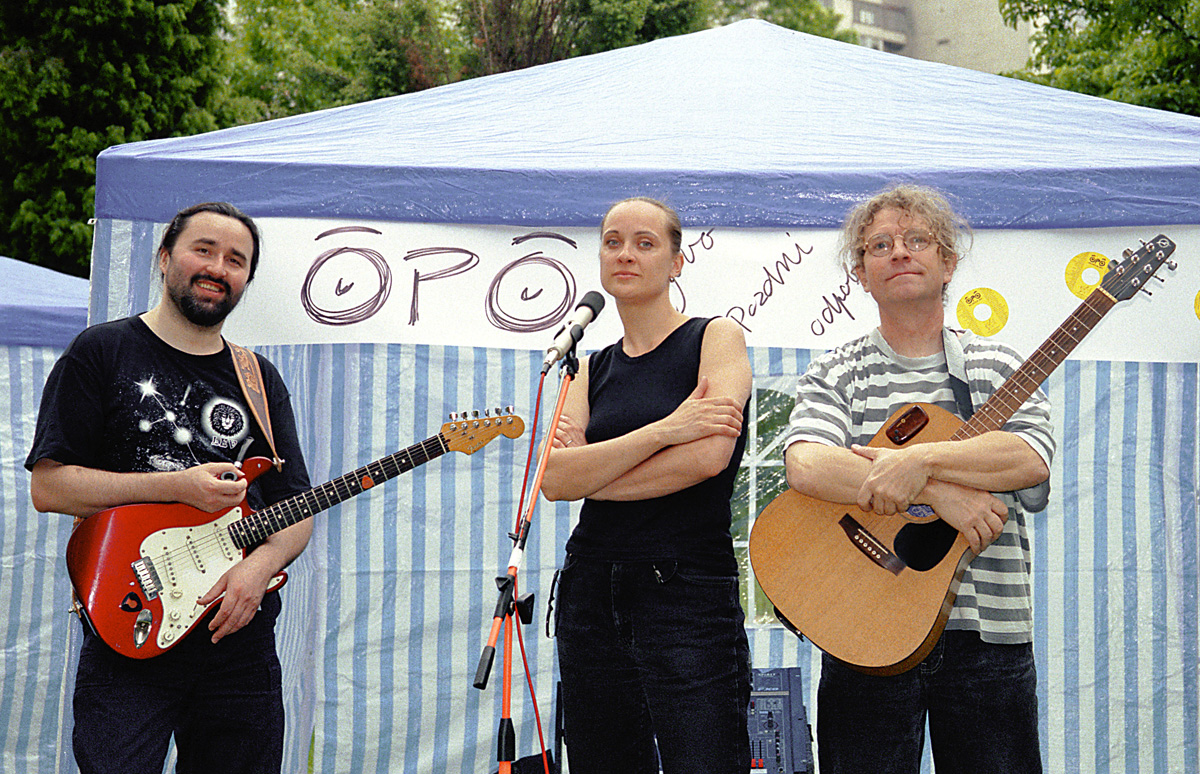
Oleg Homola – OPO 2000
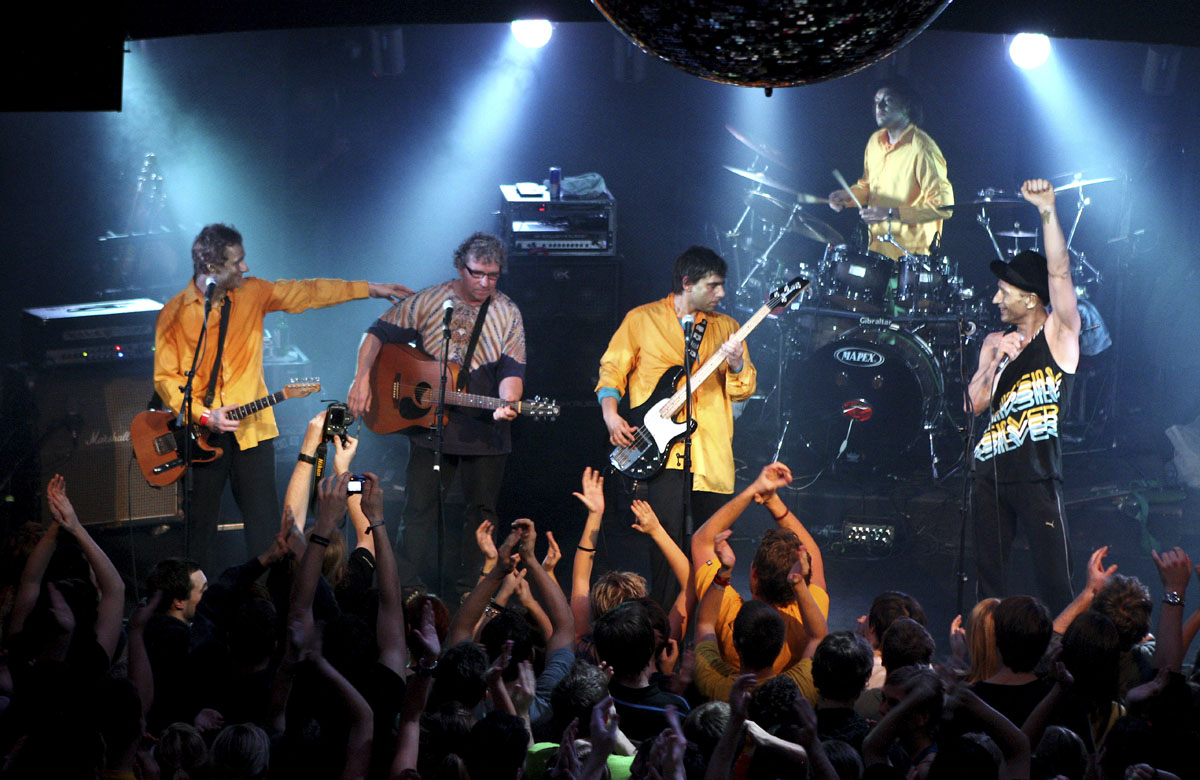
Oleg Homola a skupina Wohnout (2009)
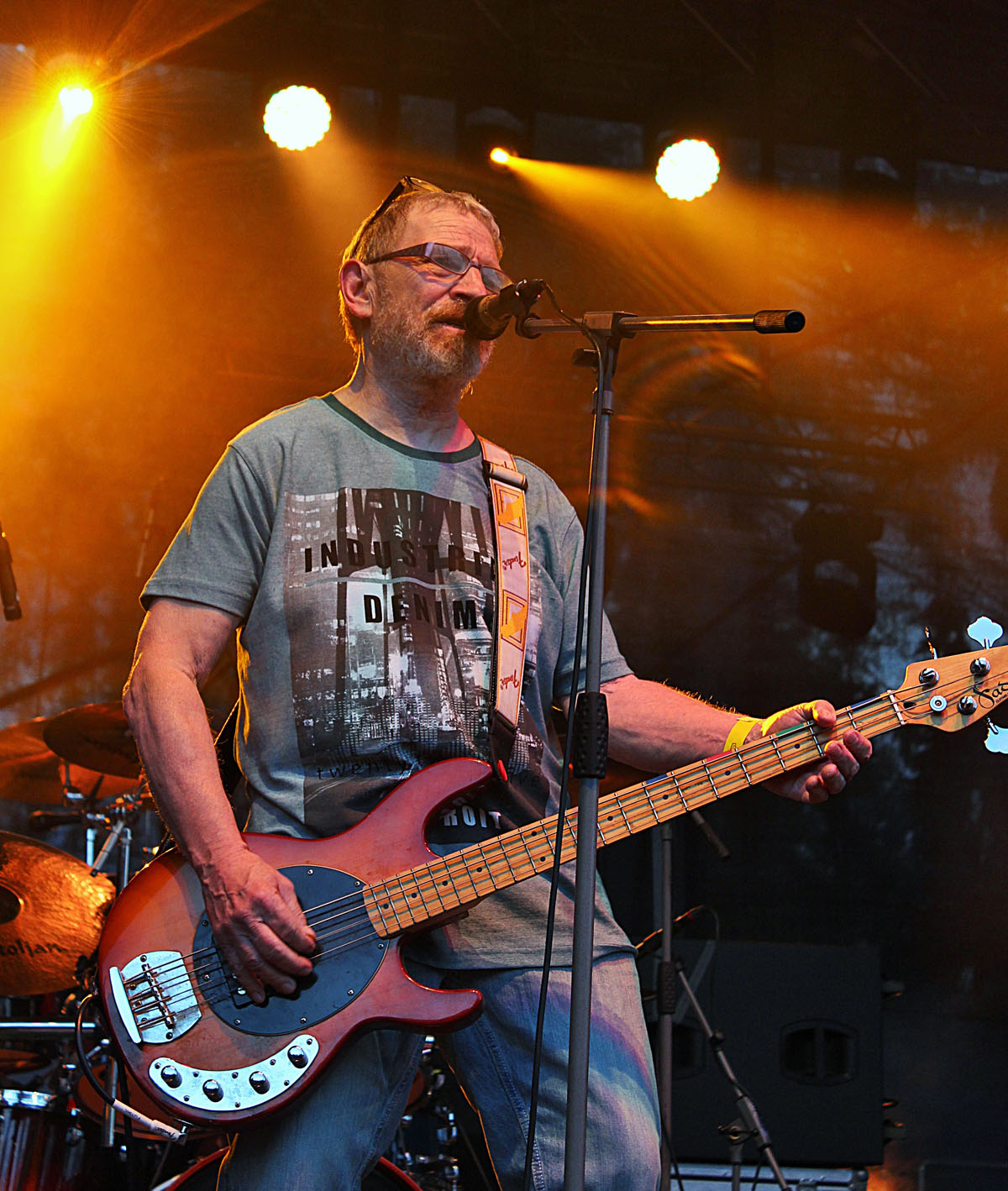
Oleg Homola, Try Duby (2016)
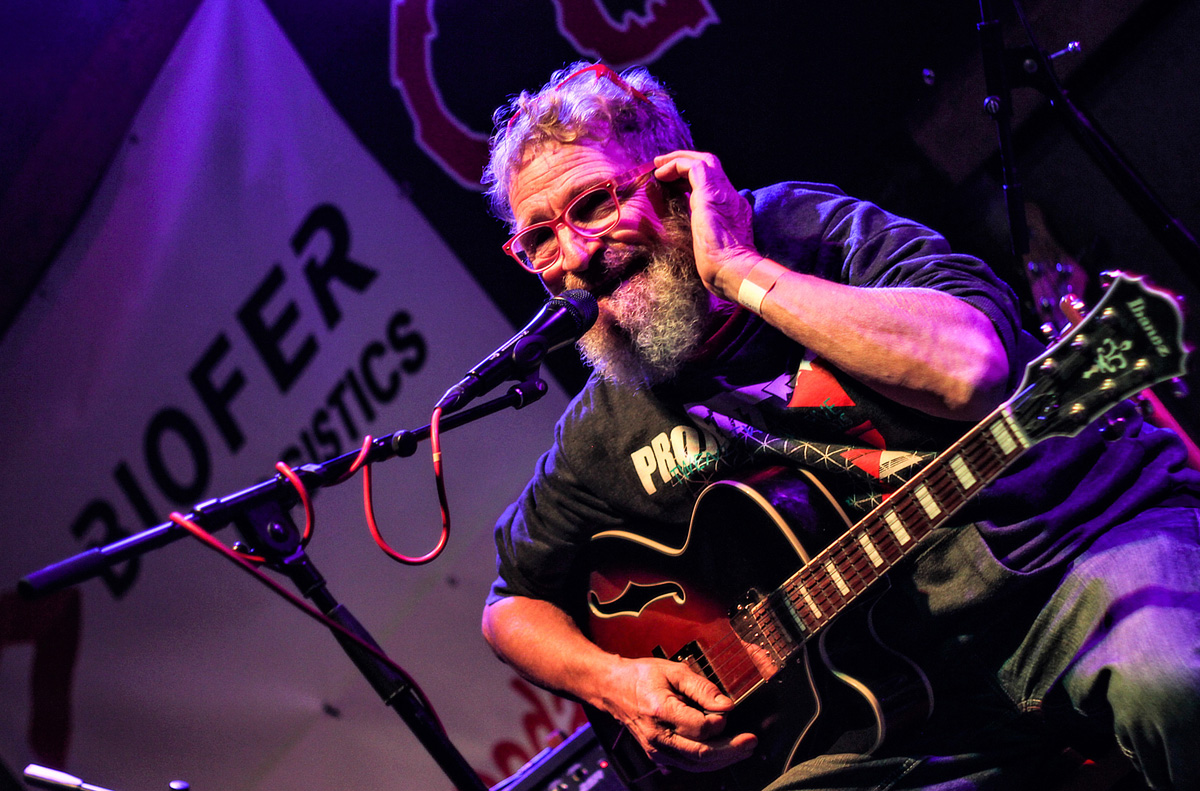
Oleg Homola elektroakusticky (2018)
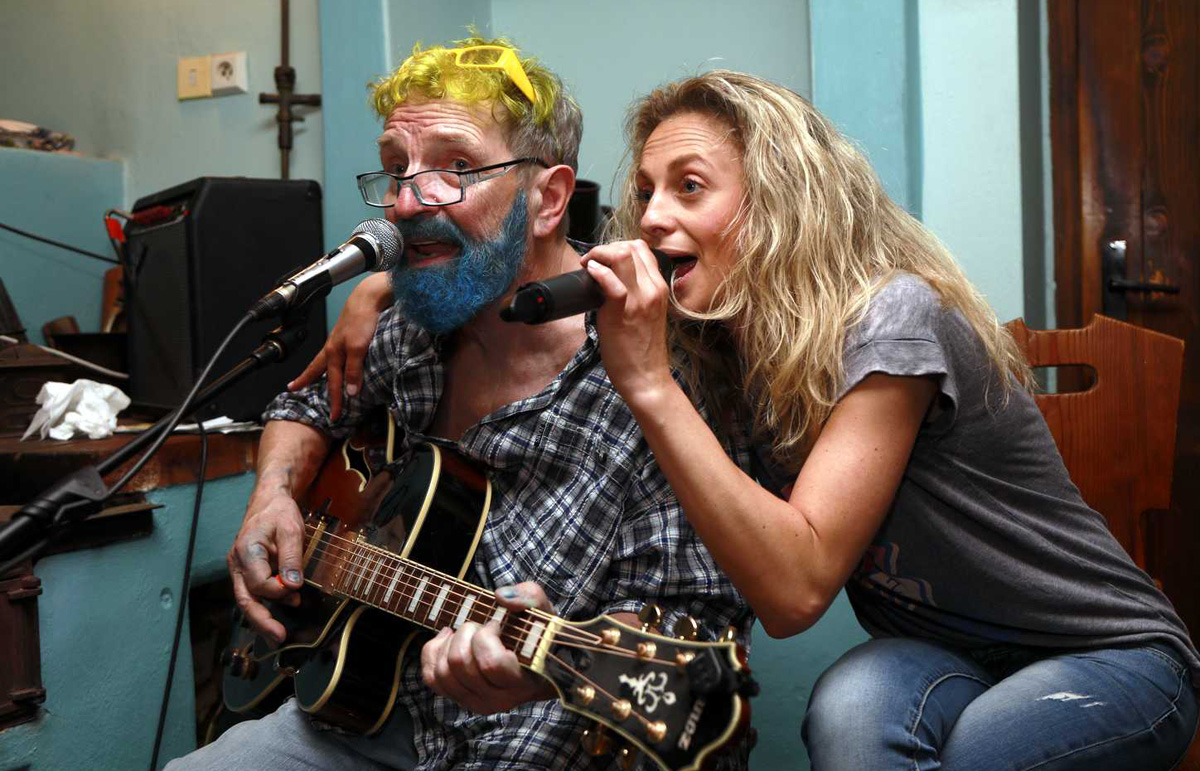
Oleg Homola s Terezou Šimůnkovou (2019)

### Publikační činnost
Kladný vztah ke knihám měl Oleg odmala, v dětství hodně četl. Jeho matka byla literární historičkou a otec ředitelem Památníku národního písemnictví, později i spisovatelem. V šestnácti letech začal Oleg Homola mladší sám tvořit, ve dvaceti letech mu vyšla v Magazínu Co vás zajímá první povídka (parodie na postavy dr. Watsona a Sherlocka Holmese od Arthura Conana Doyla) a dostal za ni svůj první autorský honorář (175 korun).
Oleg poté publikoval řadu dalších svých povídek. Vycházely ve Svobodném slovu a jejich hlavními postavami bývaly babička Pepča a teta Nina. O zajímavých lidech psal reportáže doprovázené vlastními fotografiemi. První z této série vyšla v časopise Vlasta a nesla název „Uprostřed všeho já, ženská vyplašená.“ Pojednávala o bábince Kubrychtové, což byla svérázná hospodská z dřevěné samoty Kubrychtova bouda, která se nacházela v údolí nedaleko Berounky u Srbska.
Po nástupu do zaměstnání v časopisu Svět v obrazech začal Oleg systematicky publikovat fejetony, povídky, rozhovory, cestopisné reportáže a někdy i značně excentrické texty. Od počátku roku 1990 začal ve Světě v obrazech vycházet povídkový cyklus Homoloviny, který čerpal z Olegovo fotografických zážitků a byl doprovázen ilustracemi Dalibora Vlacha.
V roce 1991 odešel Oleg Homola na volnou nohu a spolupracoval s řadou pražských redakcí (Vlasta, Šťastný Jim, Glanc, mfPlus, Mladá fronta Dnes, Květy, tisková agentura Korzo a další); jeho fejetony byly publikovány i na zaniklém webu kapely OPO, posléze jako Olegovo okénko na webu skupiny Wohnout. Mnoho let fotografoval pro společnost Österreich Werbung, která se věnuje krásám rakouské přírody a propagaci české turistiky v Rakousku. Nelze opomenout ani spolupráci Olega Homoly coby píšícího fotografa s řadou firemních časopisů (Objektiv firmy Olympus; One firmy Eurotel; Za branou pro Plzeňský Prazdroj; Credo leasingové společnosti Credium).
Oleg Homola je autorem dvou publikací. Jednou z nich je kniha Fotíme mobilem (nakladatelství Mladá fronta vydalo nákladem 8 tisíc výtisků v roce 2004), druhou pak Holky z kalendáře, což je vzpomínka na kalendář Vyžlovka a její krás(k)y 2009. Jednalo se o reminiscenci na událost, kde se mladé ženy (ve věku 20 až 48 let) ze středočeské Vyžlovky svlékly pro kalendář, z jehož prodeje chtělo toto uskupení (tzv. Liščí pětka) získat větší část finančních prostředků na stavbu místního hřiště pro plážový volejbal. Původní kalendář s akty fotografoval po dobu 4 měsíců právě Oleg Homola.
Oleg Homola publikoval v tištěných médiích stovky psaných reportáží, fejetonů a povídek.

Publikační činnost
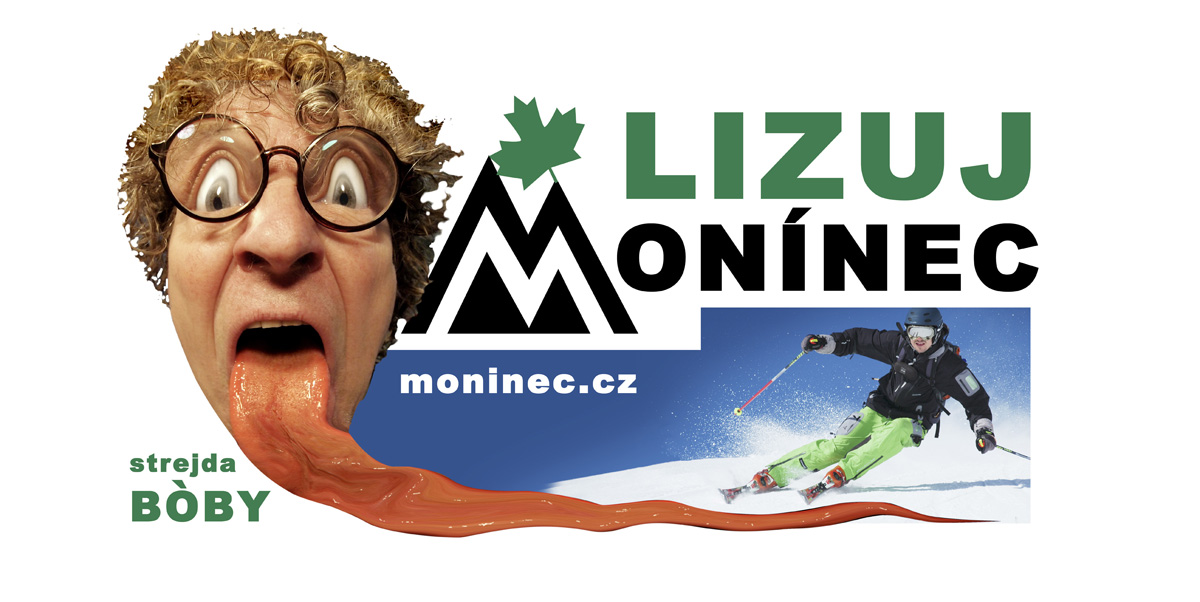
Jeden z billboardů propagujících sjezdovku Monínec
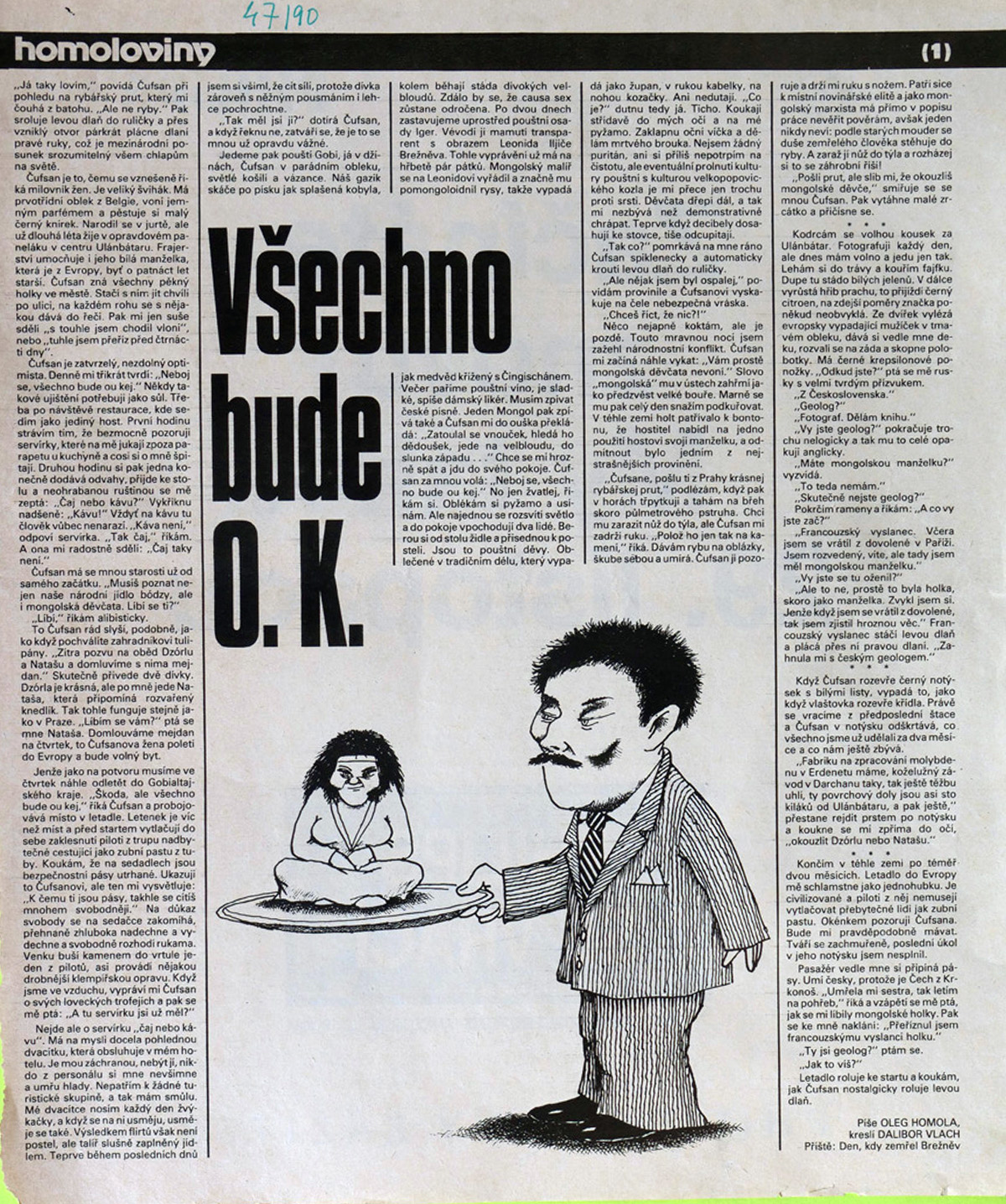
Seriál HOMOLOVINY v týdeníku Svět v obrazech
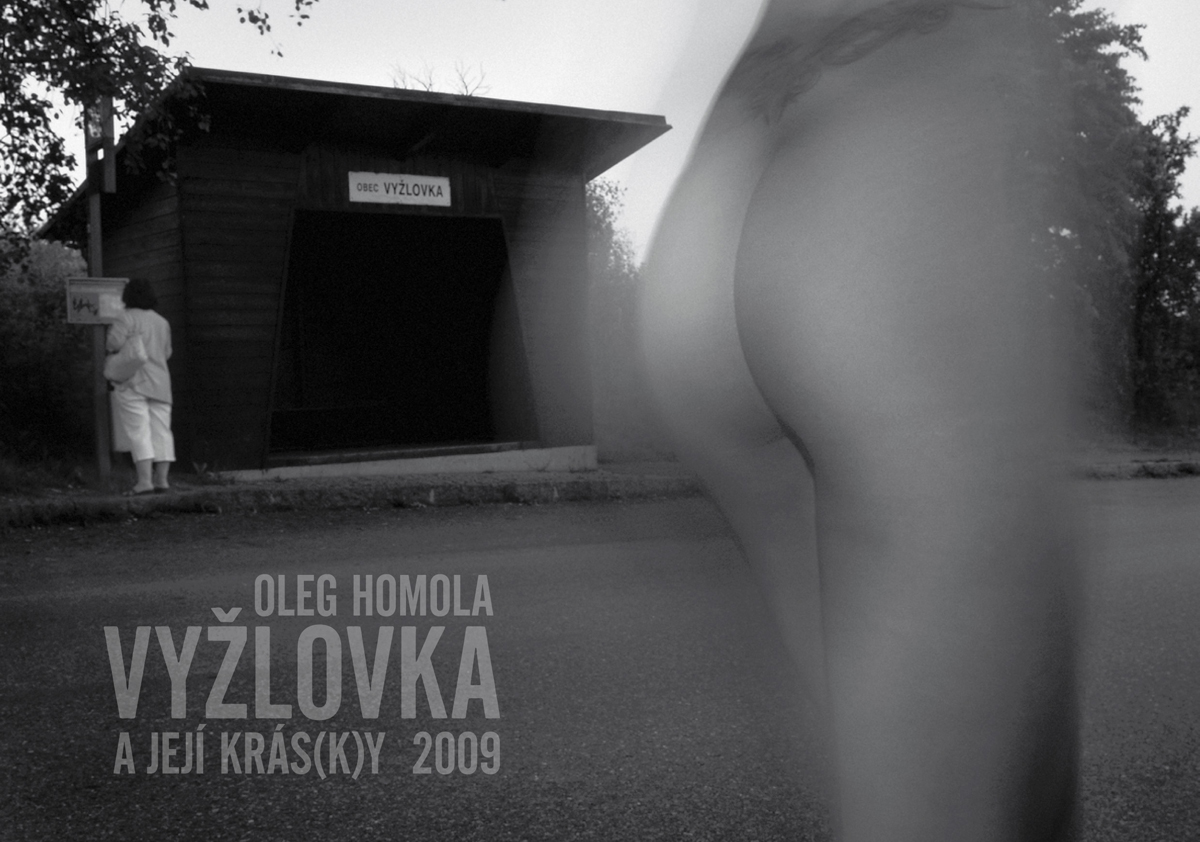
Kalendář Vyžlovka a její krás(k)y 2009

### Fotografování

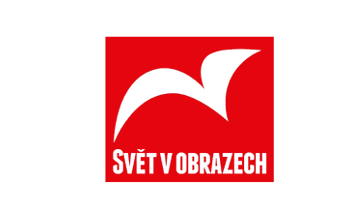
Logo týdeníku Svět v obrazech

Svůj první fotoaparát (bakelitový přístroj Pionýr za 45 korun) dostal Oleg od svého otce, ale fotografování jej opravdu zaujalo až po vysoké škole, když nastoupil do nakladatelství Orbis, pod vlivem světově známého českého fotografa Oldřicha Karáska. Svoje první fotografie tam Oleg pořídil fotoaparátem značky Flexaret svého otce a v Orbisu se nakonec stal fotoreportérem. Olegovy fotografické začátky jsou spojeny s pořizováním fotografií jeho synů Jana a Matěje. Během pořizování rodinných snímků se doslova vyučil fotografickému řemeslu a jejich dětské tváře patřily jednu dobu v médiích k nejpublikovanějším dětským portrétům.
V druhé polovině 80. let 20. století se řadil Oleg Homola mezi přední československé fotoreportéry, kam patřil také např. Miroslav Zajíc z Mladého světa a další. Na Olegových fotkách byla obecně oceňována nápaditost, dobrá kompozice a výborné technické provedení, za které vděčil špičkovému technickému vybavení i schopnosti plně jej při pořizování snímků využít.
Jako fotoreportér obrazového týdeníku Světa v obrazech pracoval Oleg Homola od roku 1985 do roku 1991 a v tomto periodiku míval až 30 titulních stránek za rok. (To prakticky znamenalo cca každých 14 dní titulní stránku s uvedením jména fotografa.) Současně svoje fotografie posílal do domácích i světových fotosoutěží. Několikrát dostal Čestné uznání na World Press Photo (WPP) v Amsterodamu, získal ceny na mezinárodní soutěži Humorfoto v Belgii, získal přední ceny na mezinárodních soutěžích Interpressphoto, v domácích prestižních soutěžích pak v 80. letech 20. století pravidelně dostával nejvyšší ocenění. Oleg Homola je nositelem titulu Mezinárodní mistr novinářské fotografie. V pořadu Televizní klub mladých produkovaném Československou televizí, získal v roce 1987 Oleg Homola cenu Osobnost roku ve výtvarném umění.
Jako jediný Čechoslovák byl vybrán v roce 1987 na základě konkurzu do mezinárodního týmu (čítajícího 100 osob), který vytvářel americkou knihu A Day in the Life of Soviet Union (česky: Jeden den v životě Sovětského Svazu), popisující rozpad impéria Sovětského Svazu. Knihu vydalo vydavatelství Harper Collins Publishers v USA v roce 1987. Při této práci se setkal a spřátelil s řadou světových fotografů a americká státní televize s Olegem v Moskvě a Kyjevě natočila patnáctiminutový film. Podílel se i na obdobných českých projektech typu „jeden den“ a to v roce 2000 (Poslední kniha tisíciletí) a v roce 2008 (Jeden den v životě České republiky).
Dva měsíce strávil na fotografické cestě v Mongolsku. Ze snímků vznikla reprezentační vícejazyčná fotografická publikace formátu A3 (Mongolsko 1982), za kterou dostal mongolské státní vyznamenání. Fotografoval v Sýrii (1985; zadržen pro údajnou špionáž), v Izraeli (například v pásmu Gazy), Severní Koreji (je autorem fotografie severokorejského diktátora Kim Ir-sena, kterého coby lehce nemohoucího snášejí bodyguardi ze schodů v Pchjongjangu, ta byla publikována v předních světových periodikách v roce 1990 (ale i později) a doslova „obletěla svět“) Projel jako fotoreportér Kamčatku (1988; stíhal s komandem pytláky lososů) a plavil se Tichým oceánem na Beringův ostrov. Je součástí Aleutských ostrovů.
Na přelomu osmdesátých a devadesátých let 20. století Oleg dokumentoval svými snímky revoluce i války, pád berlínské zdi (listopad 1989), krvavý státní převrat v Rumunsku v prosinci 1989 (Oleg byl v obklíčeném a ostřelovaném hotelu v Temešváru), fotografoval válečný konflikt v Afghánistánu mezi postsovětským Nadžibulláhovským vedením a mudžahedinskými povstalci (1989), ...
Relativně značnou část fotografické pozornosti soustředil Oleg Homola na zachycení snímků ze života hudebníků. V letech 1978 až 1981 Oleg dodával do měsíčníku Melodie (byl něco jako dvorní fotograf tohoto periodika) především snímky interpretů a fotografie z koncertů folkových, folkrockových a rockových kapel. (S některými z nich již od maturity občas vystupoval.) Fotografie muzikantů v Olegově archivu zachycují období čtyřiceti let. Kapelu Wohnout svých synů fotograficky dokumentuje od jejího vzniku (1996), od roku 2009 s ní občas vystupuje jako host.)
Po zániku časopisu Svět v obrazech se Oleg zaměřil na reklamní fotografii a fotografování známých osobností. Založil agenturu Oleg. Od roku 1995 pak spolupracoval jako odborný publicista s fotografickým časopisem Fotografie-Magazín. Tady publikoval (systémem „na klíč“) odborné články doprovázené vlastními fotografiemi, vedl workshopy pro fotografy a organizoval permanentní fotosoutěž TOPfoto. Publikoval také články typu „fotografická škola“ v časopise FotoVideo, který v roce 2007 získal 1. cenu v kategorii odborných časopisů určených pro muže.
Na katedře publicistiky Fakulty sociálních věd Univerzity Karlovy (FSV UK) působil jako pedagog v 90. letech 20. století – přednášel předmět zabývající se fotografií a fotografováním. Dodnes pořádá workshopy pro zájemce o fotografování.
A byl to právě Oleg Homola, kdo poprvé zachytil na společné fotografii Václava Havla s Dagmar Veškrnovou. Fotografie vznikla ještě za života Olgy Havlové na jaře 1995. (Olga Havlová zemřela 27. ledna 1996 v Praze).

Fotografování
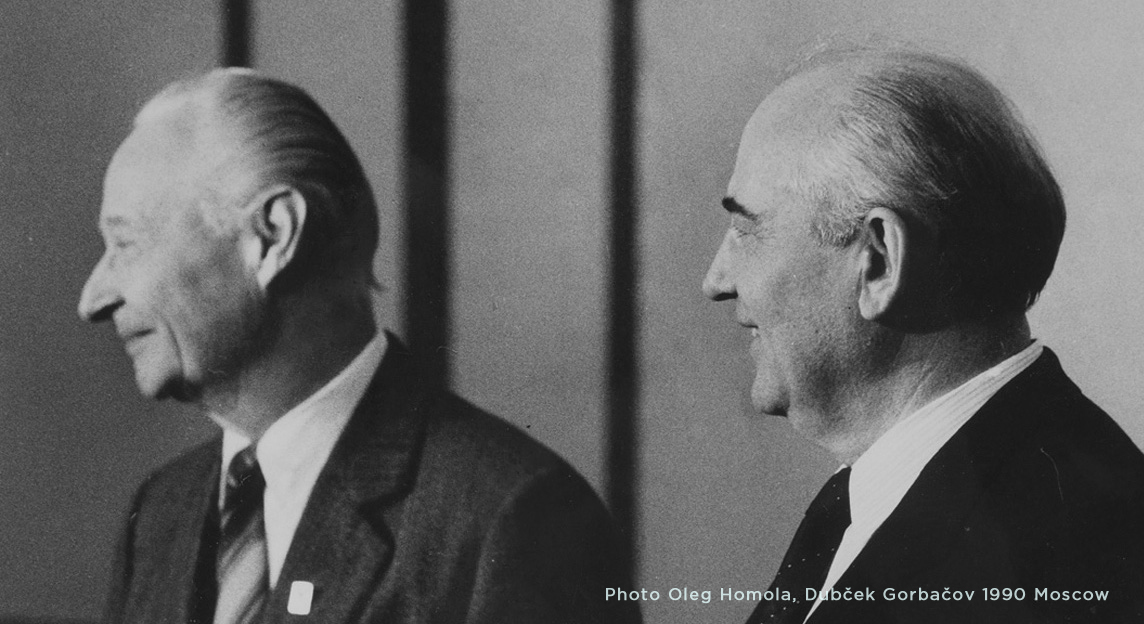
Alexander Dubček a Michail Gorbačov, Moskva, Kreml, 1990
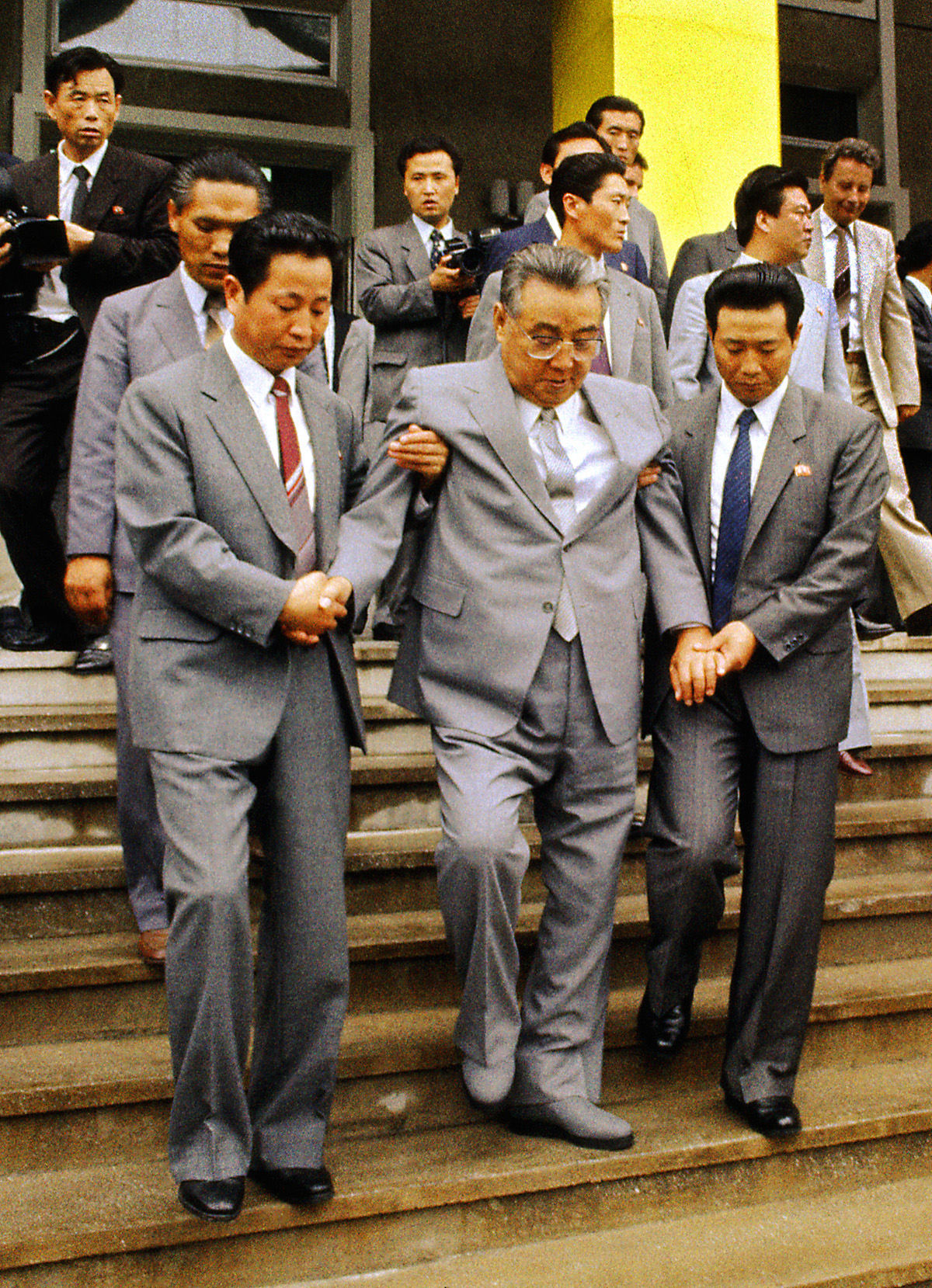
Kim Ir Sen, Severní Korea 1989
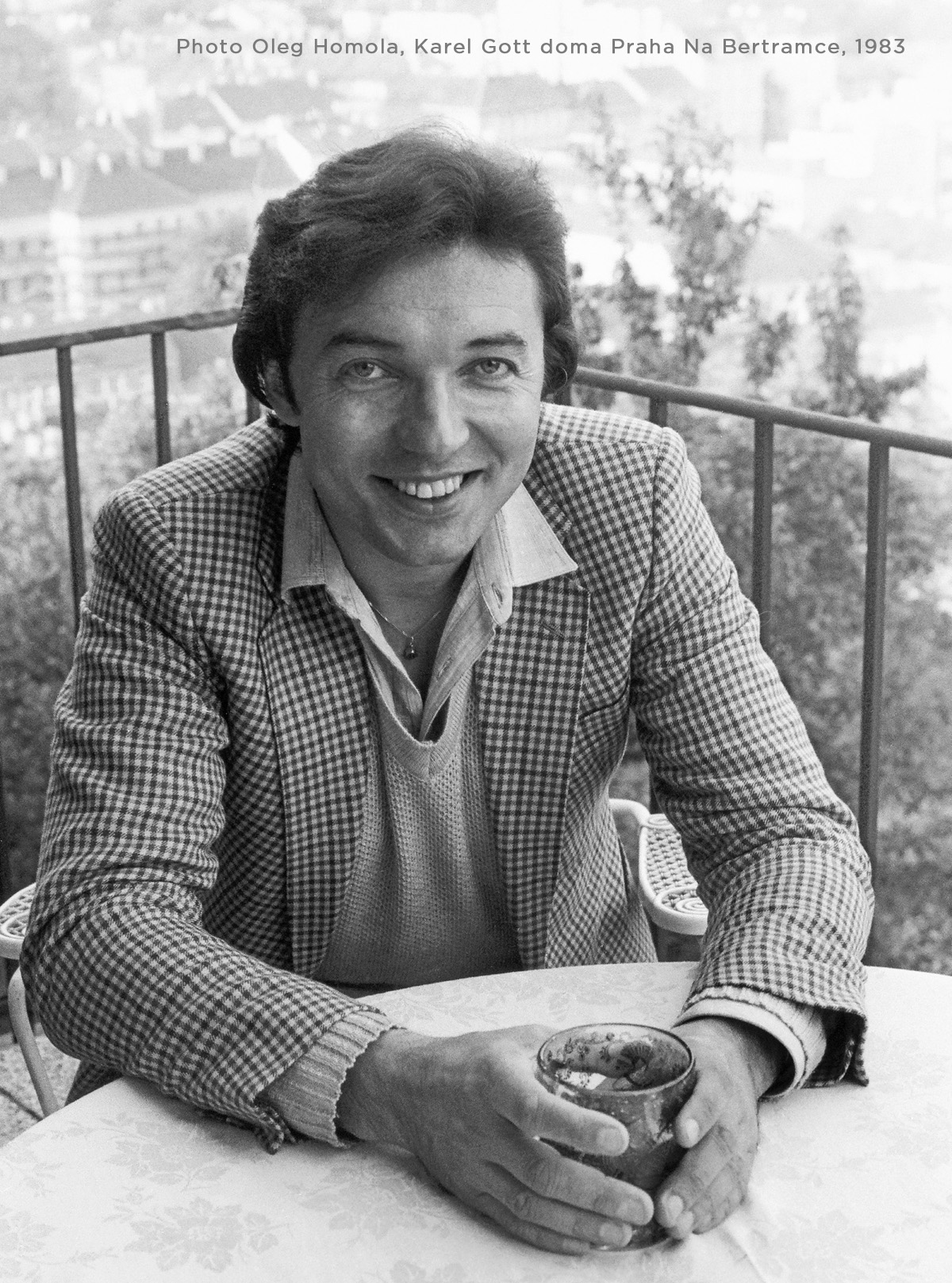
Karel Gott u sebe doma (1983)
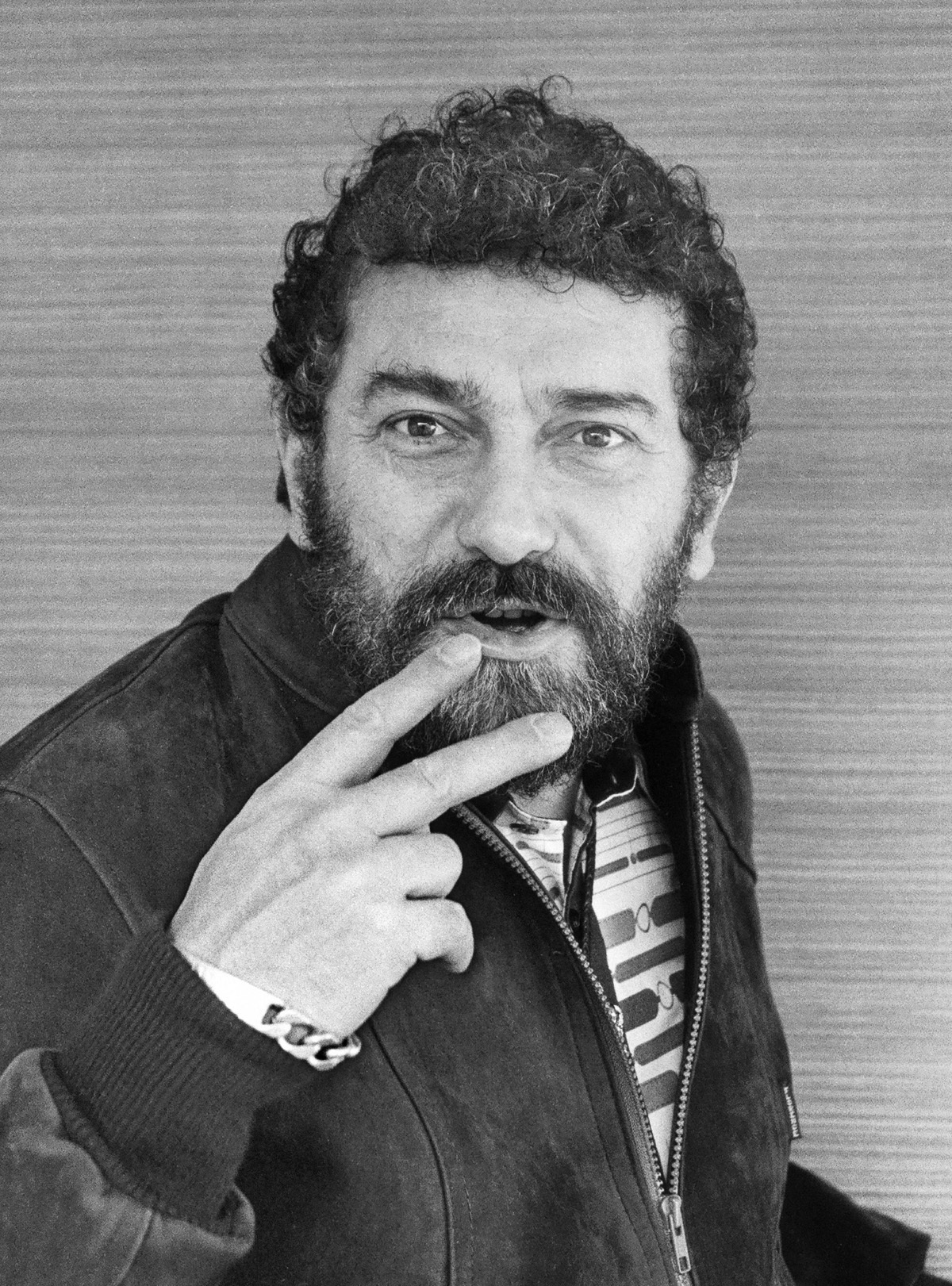
Waldemar Matuška a jeho gesto, kterým prosí o cigaretu, protože ty jeho mu došly (1980)
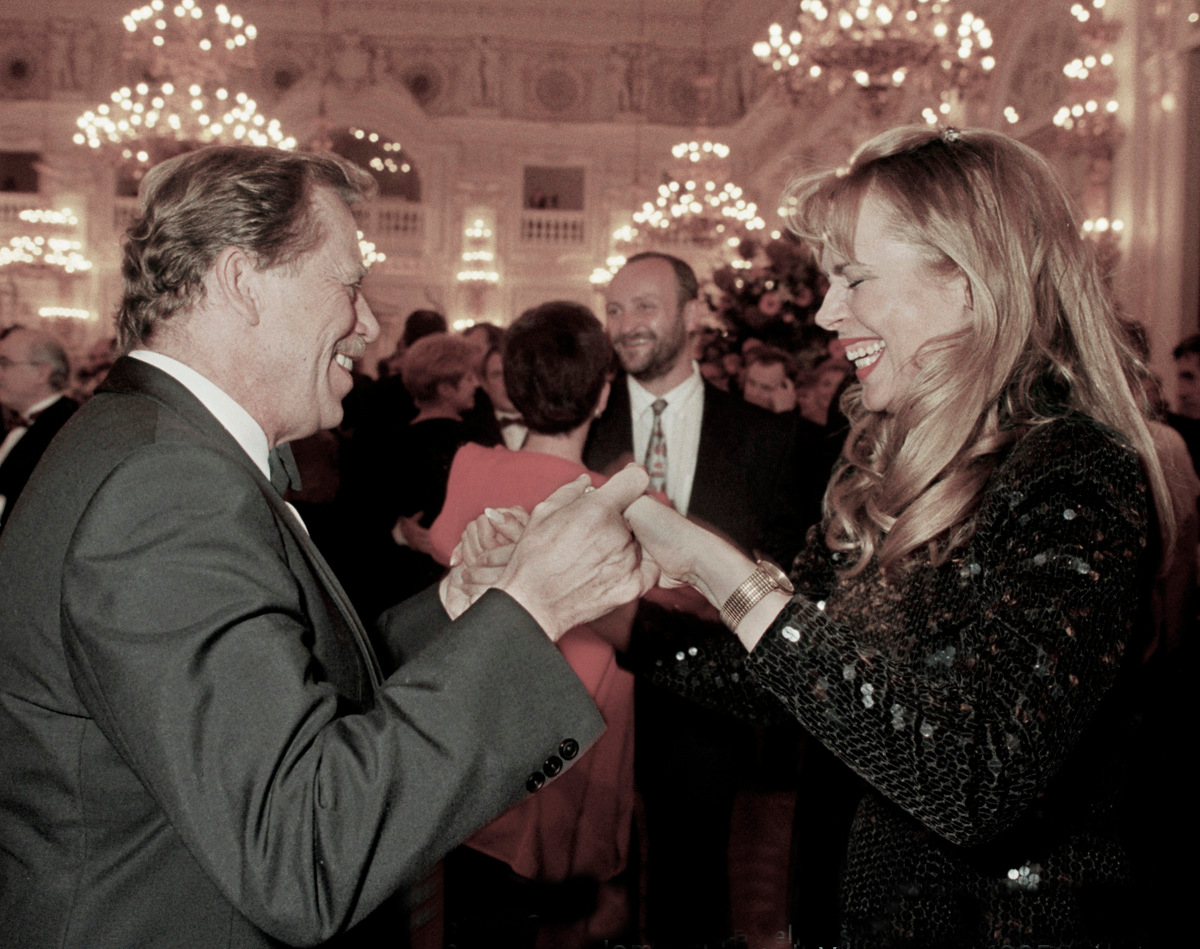
Václav Havel se dvoří Dagmar Veškrnové, duben 1995

### Multimediální tvorba
Od poloviny 90. let 20. století je členem štábu soutěže Czech Press Photo, pomáhá s organizací různých akcí a během nich pak o práci poroty a o průběhu výstav a vernisáží pořizuje fotografickou a filmovou (videa) dokumentaci. Oleg Homola se také spolupodílel na chodu soutěže Štíty Viléma Heckela (redakčně vedl tvorbu webových stránek).
Po roce 2000 byl vedoucím PR oddělení hotelu se sjezdovkou Monínec, od roku 2004 sám vydával obrázkový občasník Monínec Times pro turistickou oblast Javorové skály a obveseloval hosty jakožto rázovitá figurka Strejda Bóby.
Multimediální autor a interpret Oleg Homola je aktivní po roce 2009 v širším spektru žánrů (obraz, zvuk, psané slovo): věnuje se dokumentární videotvorbě, pořizuje vlastní hudební videoklipy.
Na jaře roku 2011 vydala kapela Wohnout svoje sedmé řadové album pojmenované Našim klientům. V roce 2013 vyšel na DVD dokumentární hudební film s názvem Elektrická slepice v režii Olega Homoly. Film s délkou 70 minut pojednává o natáčení hudebního alba nazvaného Našim klientům členy hudební skupiny Wohnout. Film ukazuje ve zhutnělé zkratce veškeré postupné kroky při zrodu jedné desky. Jsou zachyceny jednotlivé fáze tvorby od počátečního komponování a brnkání, přes zkoušky, nahrávání, aranžování, výrobu až po natáčení klipů, fotografování promofotek, tvorbu grafiky obalu, organizaci tiskové konference a koncertů.
V roce 2015 vytvořil Oleg Homola dokumentární videoklipový seriál o délce 36 dílů, každý s dobou trvání několika minut. Celý seriál se jmenoval Šťastný pondělí a byl o vzniku a natáčení alba Laskonky a kremrole skupiny Wohnout. Klipy zachycovaly momentky z natáčení písní a všeho, co se kolem toho odehrávalo. Nechyběly ani komentáře autorských skladeb, záběry z koncertů a komentáře hostů. Takto vytvořený autentický videomateriál byl publikován vždy v pondělí v 19.00 hodin na facebooku kapely Wohnout a na YouTube kanále Wohnout music.
Podstatnou složkou videotvorby je zachycení fotografického dění – zejména pro společnost Czech Photo (jde o stovky videodokumentů)..

Multimediální tvorba
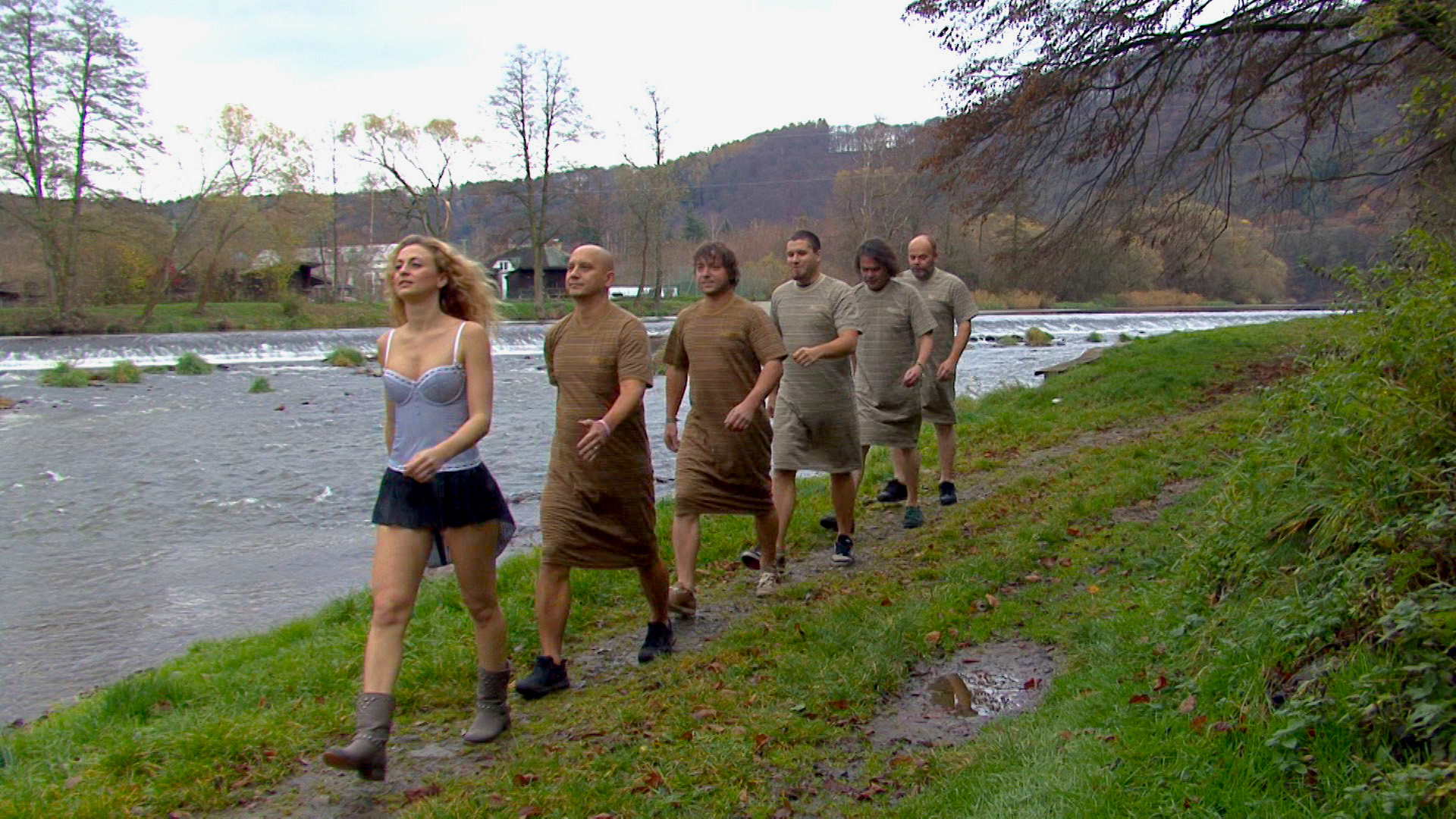
Videoklip kapely Emma band (2013)
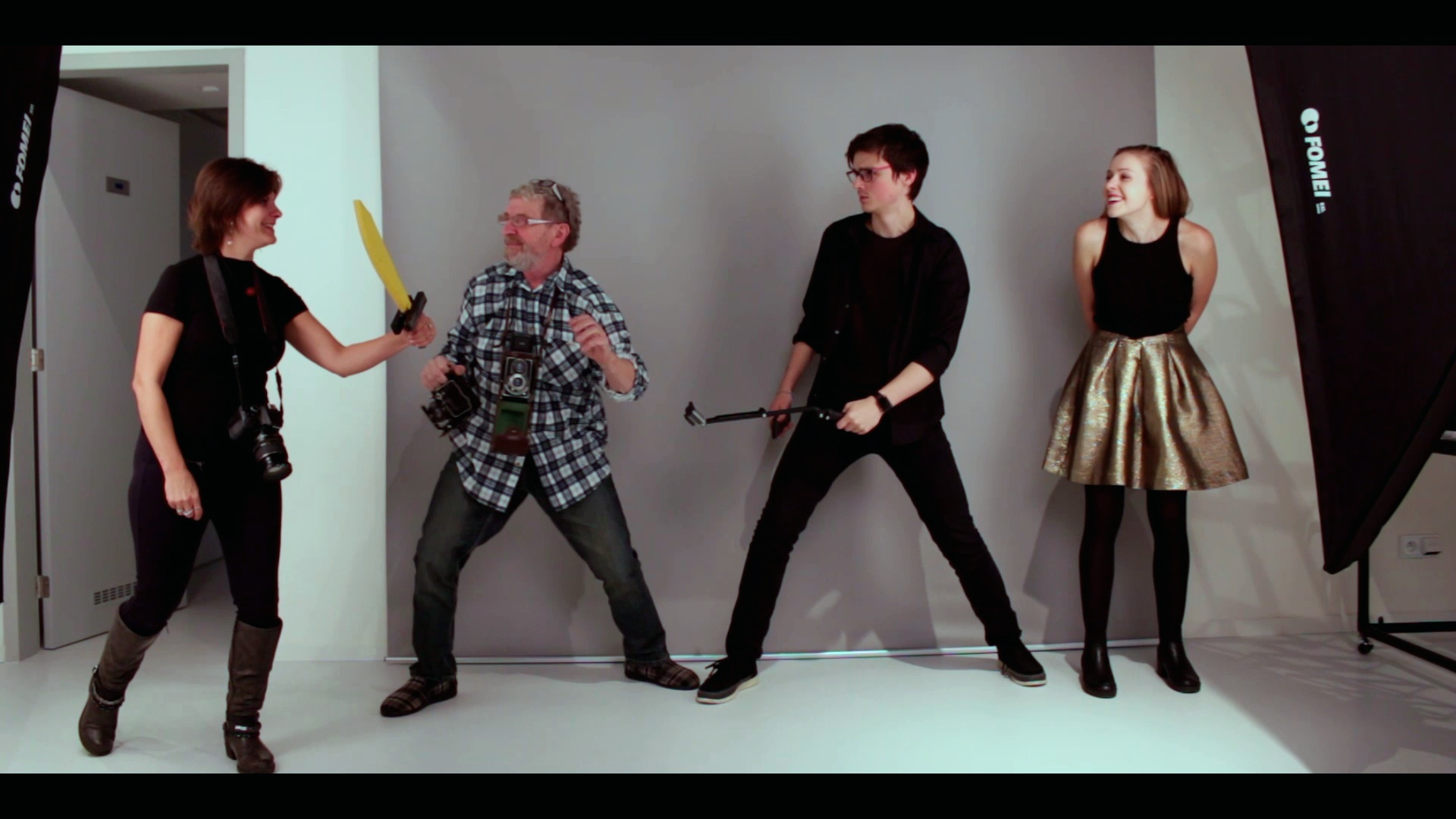
Videoklip „Fotograf“ (2017)
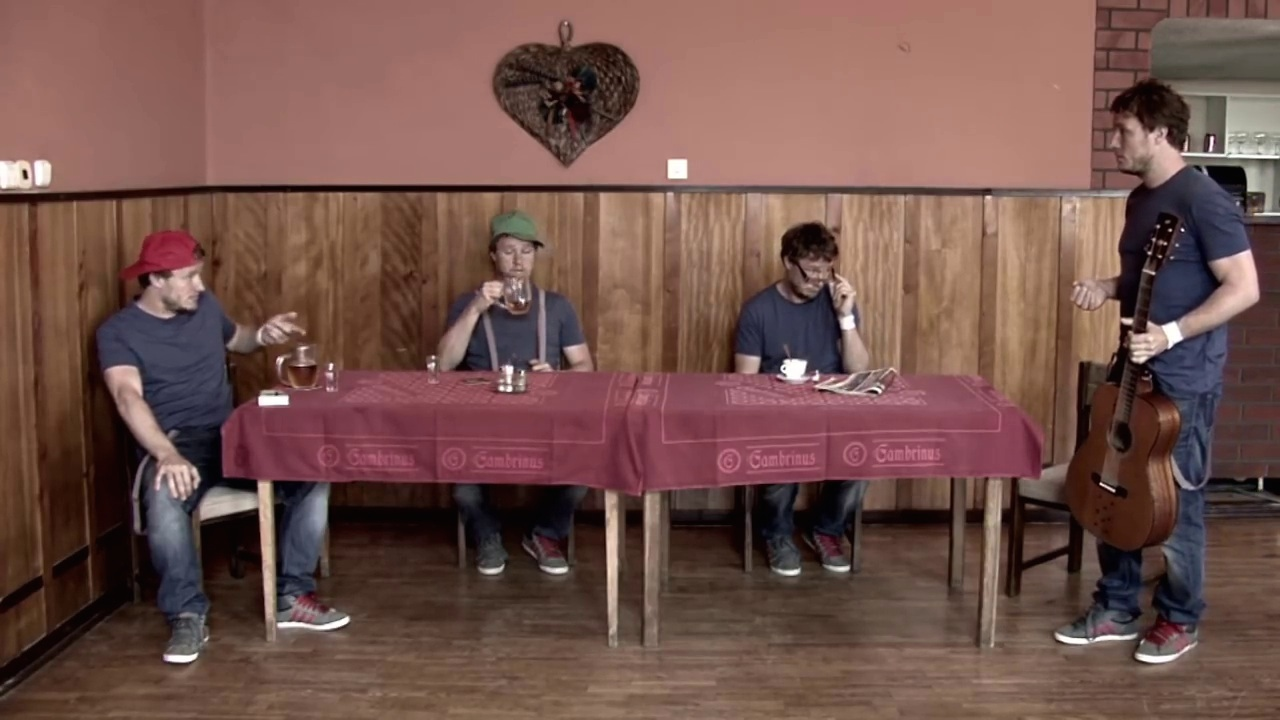
Trikový videoklip „Nesnáším blues“ (2016)
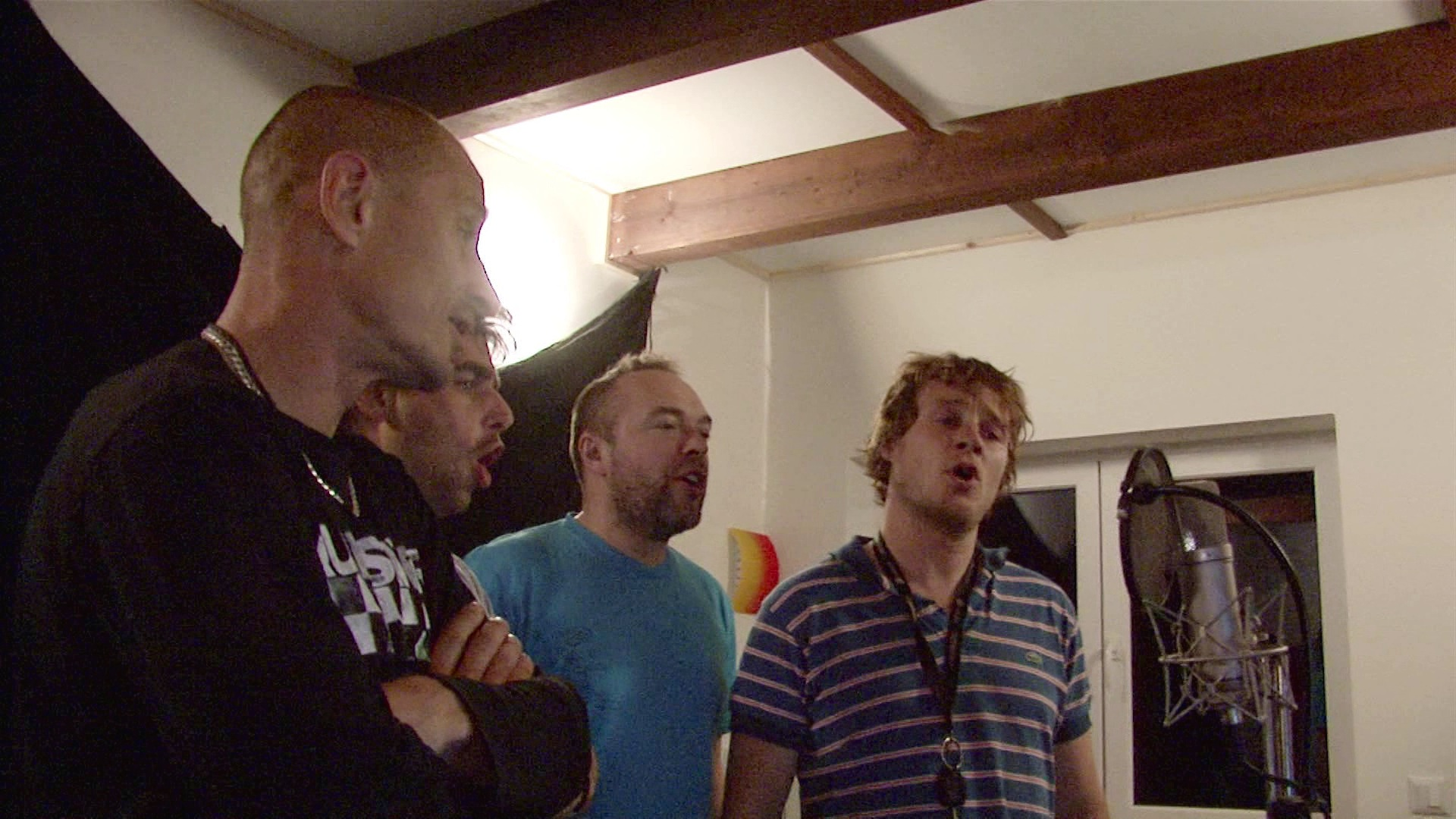
Seriál „Šťastný pondělí“, skupina Wohnout (2015)
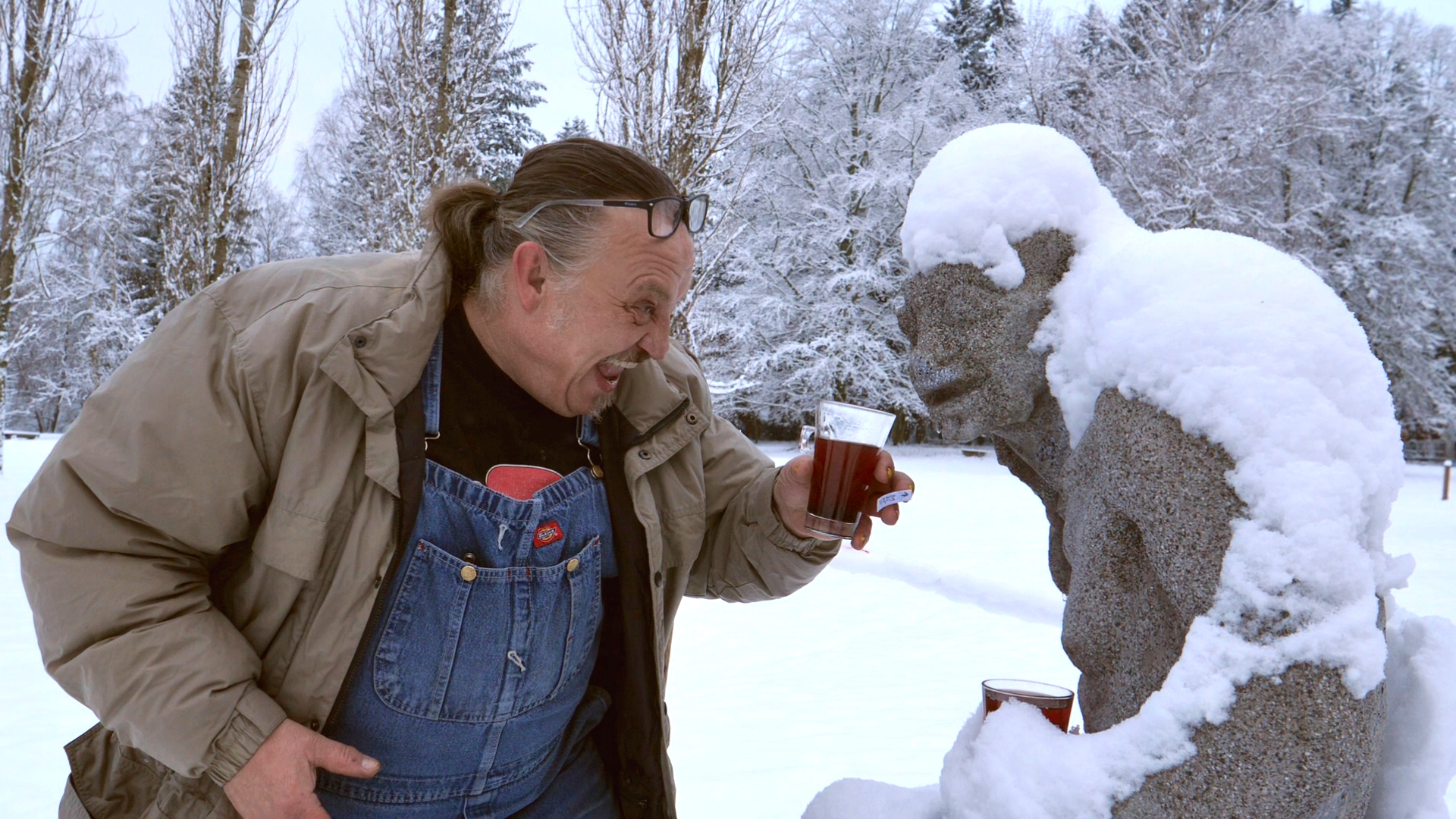
Videoklip: Vyžlovský Ježíšek 2021

### Další aktivity

#### Rozhlas
Jako moderátor rozhlasových pořadů stanice radia Golem působil Oleg Homola po dobu více než tří let. Pořad s folkovými a bluesovými písničkami se vysílal vždy v pátek mezi 17.00 a 19.00 hodinou a jmenoval se Šuplík Olega Homoly. Oproti tomu ranní magazín Laboratoř pro písničku byl založen na textech, které skládali sami posluchači na určité téma a Oleg Homola k nim na místě komponoval hudbu a živě ji interpretoval. Na motivy posluchačů tímto způsobem zkomponoval kolem 60 písní.

#### Film

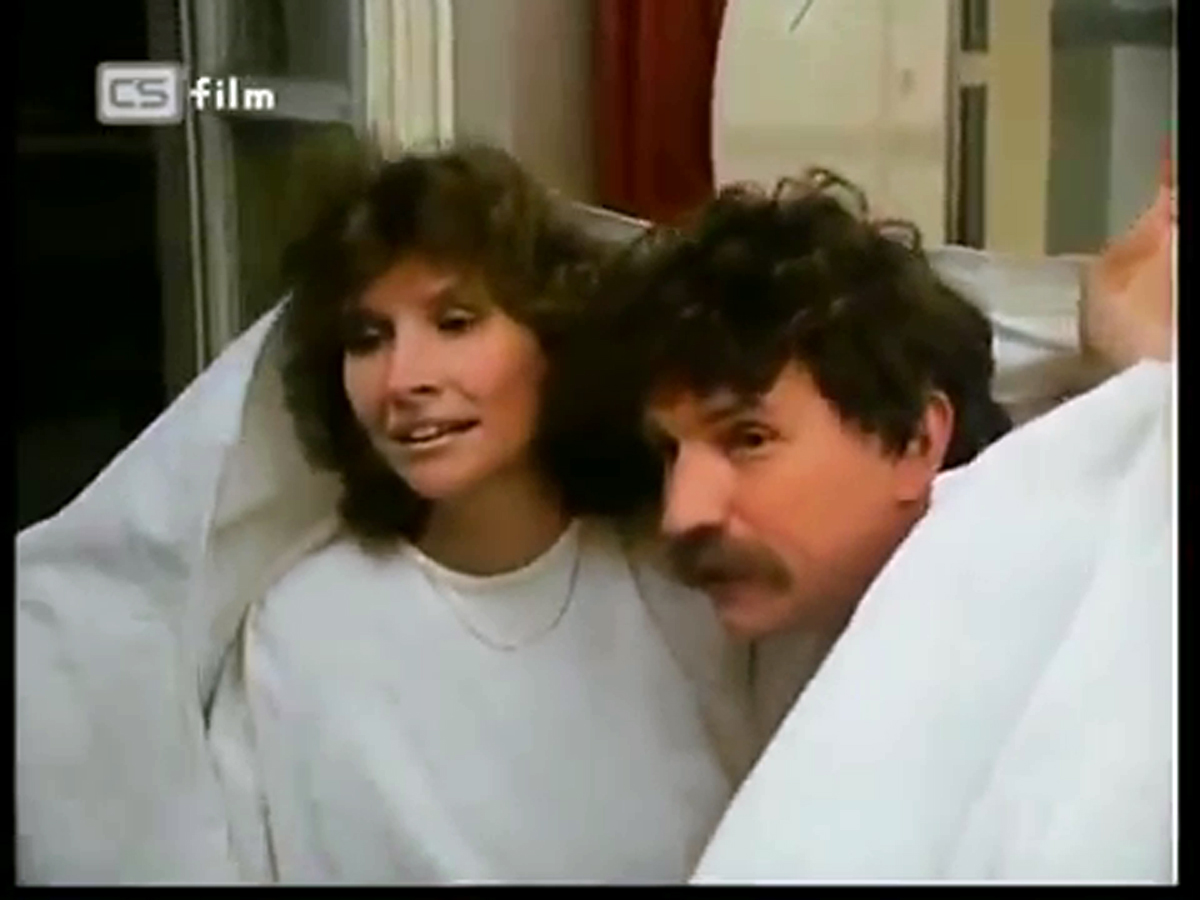
Oleg Homola a Jaroslava Schallerová ve filmu „Uf-oni jsou tady“

Režisér Ota Koval si v roce 1988 vybral Olega Homolu jako jako hlavní dospělou postavu do filmu pro děti Uf – oni jsou tady (1988, scénář a režie Ota Koval). Filmovou partnerku Olegovi ztvárnila herečka Jaroslava Schallerová.

#### Divadlo
Oleg Homola byl také v mládí nějaký čas statistou v Národním divadle (například v roli římského vojáka v Shakespearově hře Antonius a Kleopatra). V Divadle Jaroslava Průchy na Kladně stavěl kulisy a s herečkou Jaroslavou Brouskovou hrál v Malostranské besedě. V Hrádku u Rokycan v létě v roce 2001 v lesním divadle zaskakoval v Baladě pro banditu za herce Jaroslava Fišera. Hrál tam soubor Lucerna a Oleg v záskoku ztvárnil roli Žida Mageriho.

#### Malování
Oleg Homola zdědil i malířské nadání po svém otci Olegu Homolovi starším. Některé obrazy (olejomalby) Olega Homoly mladšího (starší i nové) jsou k vidění na „rodové třígenerační výstavě“ HomoGen spolu s díly otce Olega a syna Jana. (Výstava byla instalována v prostorách malostranské kavárny Bella Vida café.)

Malování
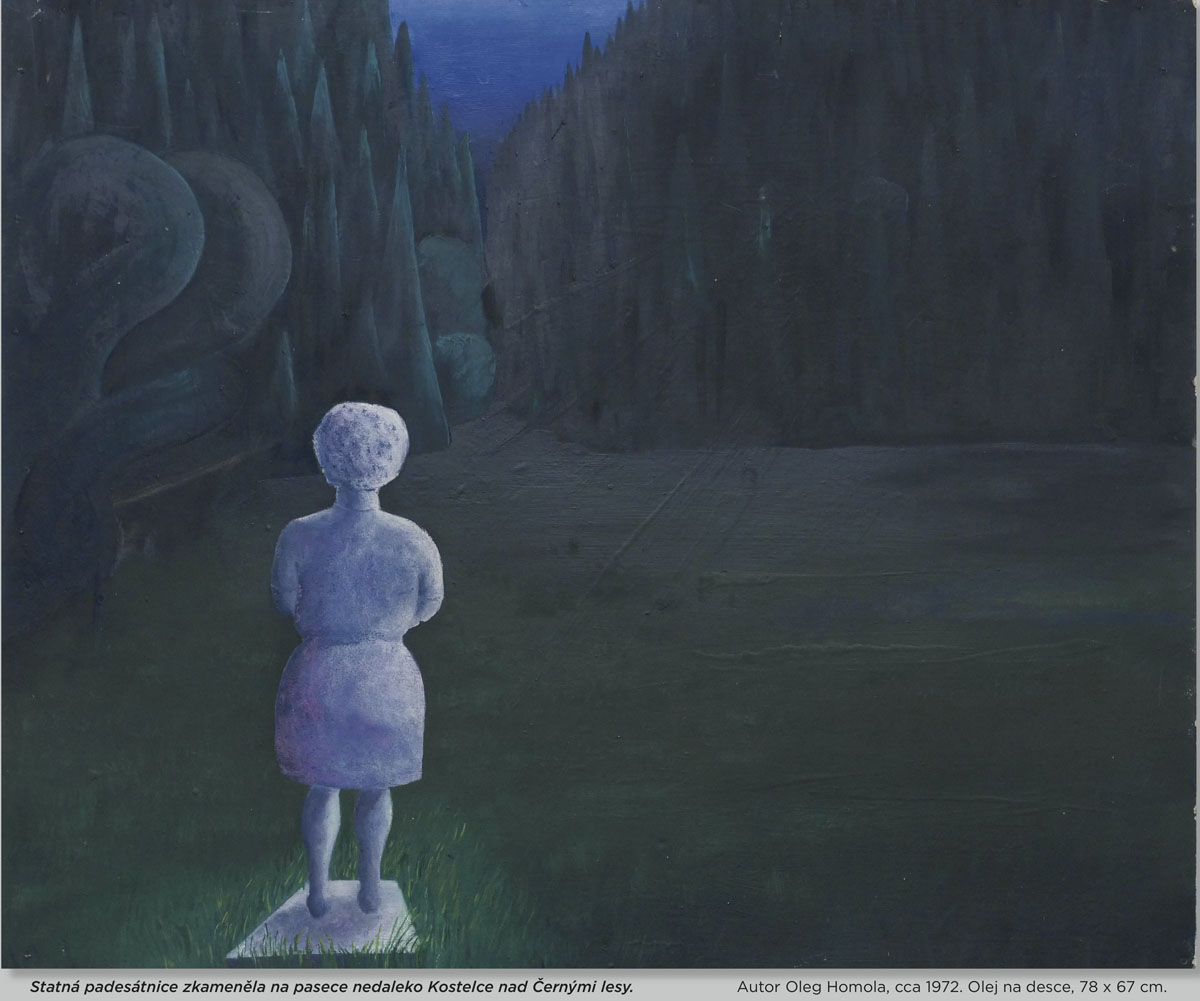
„Statná padesátnice zkameněla na pasece nedaleko Kostelce nad Černými lesy“, olej, 1973
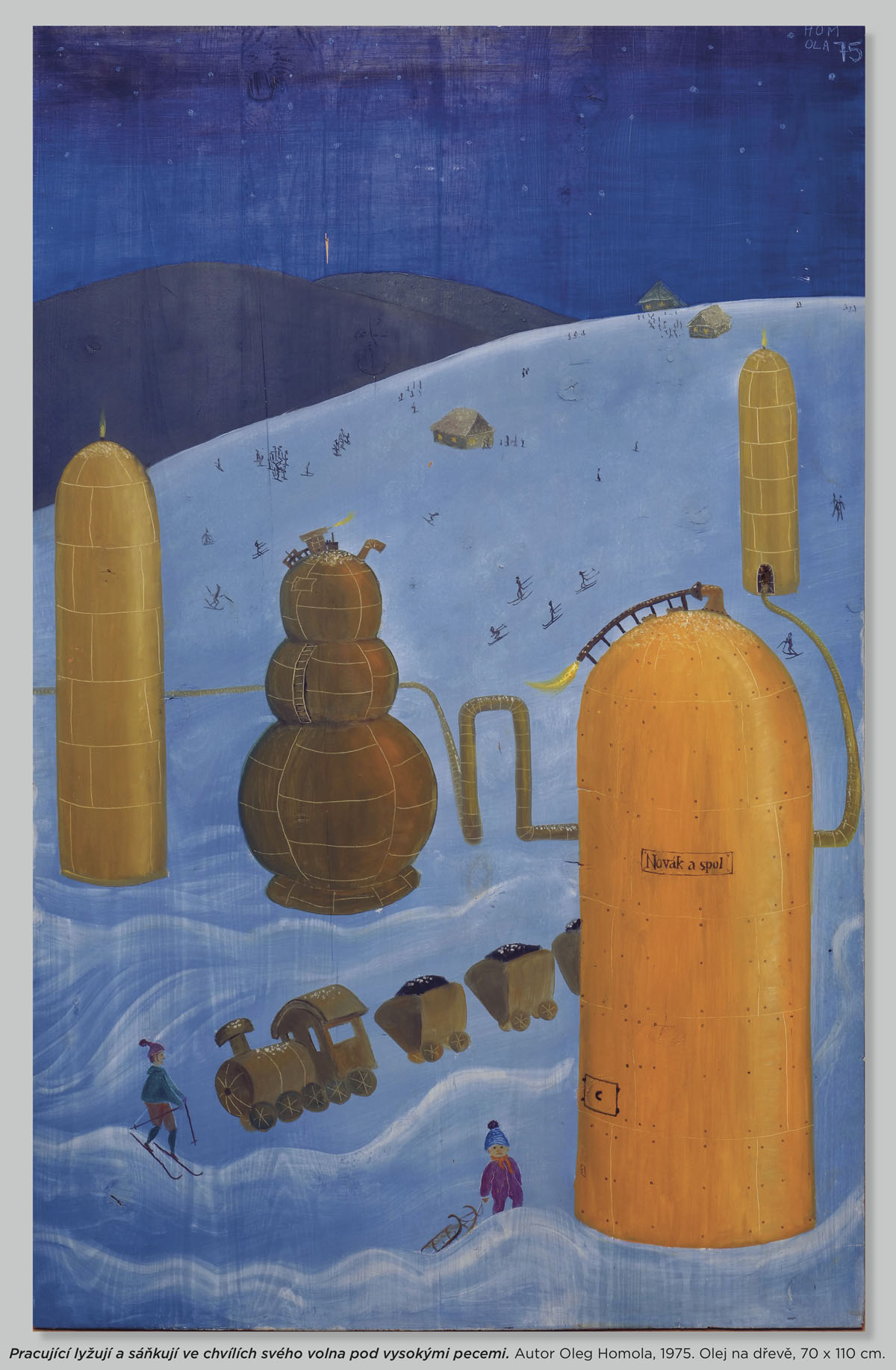
„Pracující lyžují a sáňkují ve chvílích svého volna pod vysokými pecemi“, olej na dřevě, 1973
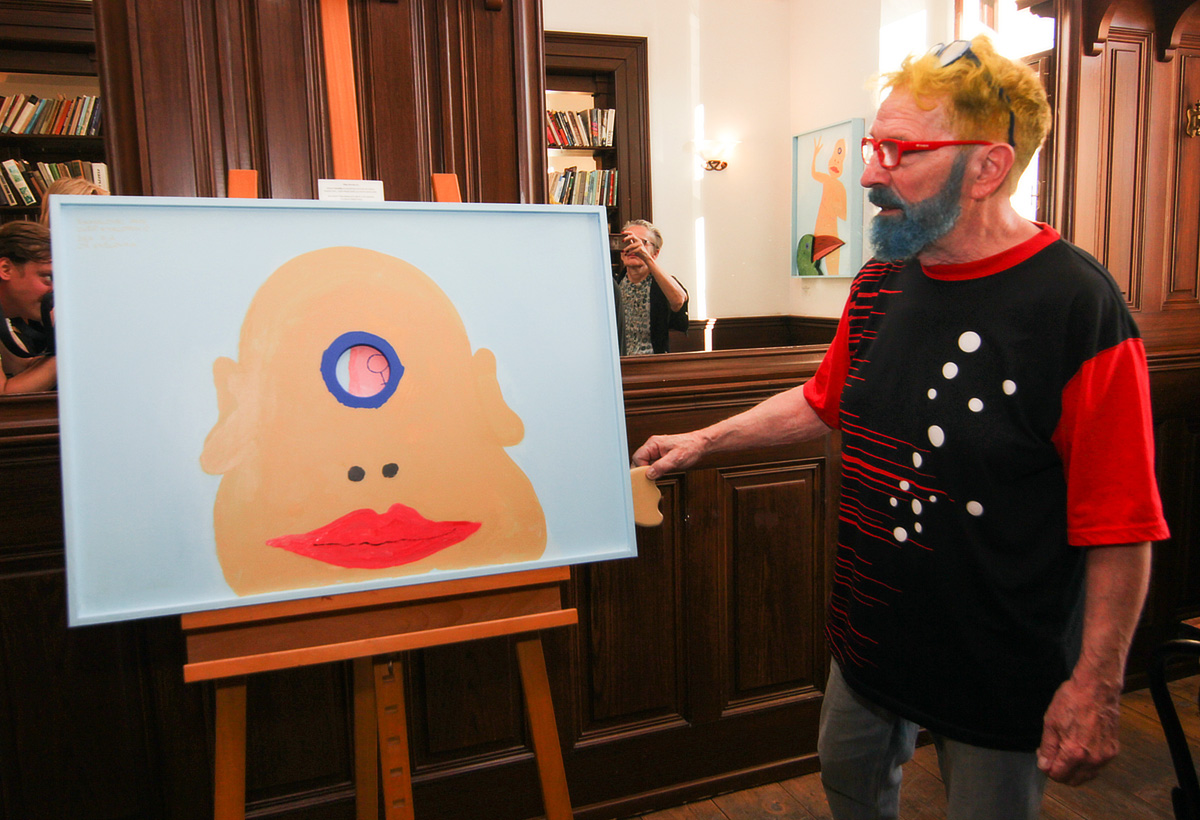
Mechanický obraz ze série „Kyklopové“ (2020)

#### Výstavy
V roce 2018 uspořádal pražský Czech Photo Centre k sedmdesátinám Olega Homoly přehlídku jeho reportážních záběrů a portrétů známých osobností z období 70. a 80. let 20. století. Oleg Homola pro účely autorské výstavy nazvané Homoloviny svoje tehdejší záběry doplnil autentickými texty a příběhy, které jsou spojeny se vznikem jednotlivých fotografií. Oleg Homola vystavoval na mnoha domácích i zahraničních výstavách děl autorů z oblasti novinářské fotografie.

### Dovětek
Otec Olega Homoly (stejného jména i příjmení; žil v letech 1921–2001) se po roce 1968 dostal na seznam „představitelů a exponentů pravice“ jako vyloučený člen KSČ a bývalý poslanec. Jeho syn Oleg (včetně manželky Marie) kvůli tomu dostal do kádrových materiálů posudek označující jej za politicky nespolehlivou osobu a s tím souvisel (kolem roku 1973) problém sehnat zaměstnání – na koncertech apod. proto Oleg často používal pseudonym (např. Oleg Hejra).
Na veřejnosti se začalo jméno Oleg Homola objevovat ve větší míře až poté, co získal úspěchy v prestižních fotografických soutěžích v zahraničí (Humorfoto v Belgii; čestné uznání na World Press Photo v Amsterodamu, ...). Tehdy se stal sice vyhledávaným fotografem (a fejetonistou), ale byl pořád „pod kontrolou” komunistického bezpečnostního aparátu. Navzdory tomu publikoval i politicky provokativní fejetony (např. Každý máme svého Koniáše). Na jaře roku 1989 podepsal Oleg petici za propuštění chartistů z vězení, jeho jméno četli na radiu Svobodná Evropa. Oleg Homola nebyl nikdy v žádné politické straně.

## Oleg H. ve slovnících a encyklopediích
- 1993 – BALAJKA, Petr, ed. Encyklopedie českých a slovenských fotografů. Praha: ASCO, 1993. 451 stran; ISBN 80-85377-99-3., ASCO, Praha[10]
- 1999 – MALÝ, Zbyšek, ed. a MALÁ, Alena, ed. Slovník českých a slovenských výtvarných umělců 1950-2010. Vydání 1.; Ostrava: Výtvarné centrum Chagall, 1998-2010. 21 svazků; (svazek III. písmeno „H“); Prameny a dokumenty. ISBN 80-86171-00-0.[10]